# Aparições de Fátima

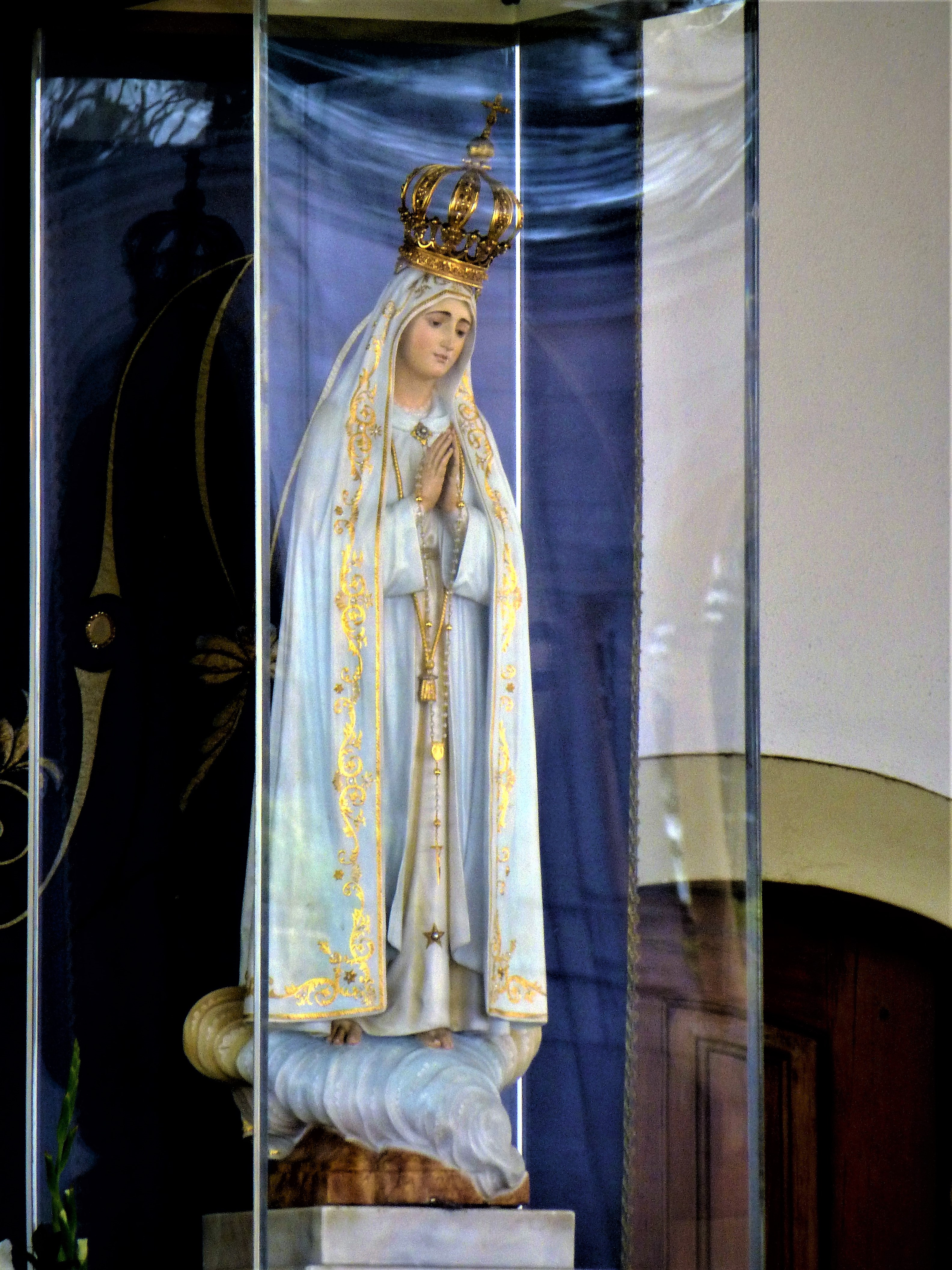
Imagem original de Nossa Senhora de Fátima

Aparições de Fátima é a designação comum dada a um ciclo de aparições marianas que terá ocorrido durante o ano de 1917 na localidade de Fátima, em Portugal.
No dia 13 de maio de 1917, três crianças, Lúcia dos Santos (10 anos), Francisco Marto (9 anos) e Jacinta Marto (7 anos), afirmaram terem visto "…uma senhora mais brilhante do que o Sol" sobre uma azinheira de um metro ou pouco mais de altura, quando apascentavam um pequeno rebanho na Cova da Iria, próximo da aldeia de Aljustrel. Lúcia via, ouvia e falava com a aparição, Jacinta via e ouvia e Francisco apenas via-a, mas não a ouvia.
A aparição da Virgem Maria repetiu-se nos cinco meses seguintes e foi portadora de uma importante mensagem ao mundo. A 13 de outubro de 1917, a aparição apresentou-se-lhes como sendo "a Senhora do Rosário".
Estas aparições foram precedidas e seguidas por outros fenómenos, acontecimentos que foram relatados e redigidos pela vidente Lúcia, primeiro em 1922 de forma sumária (a pedido do seu confessor no Asilo de Vilar, Padre Manuel Pereira Lopes) e depois com mais detalhe a partir de 1935, em quatro manuscritos conhecidos por Memórias I, II, III e IV, estes últimos transcritos com outras fontes neste artigo.

## Contexto histórico

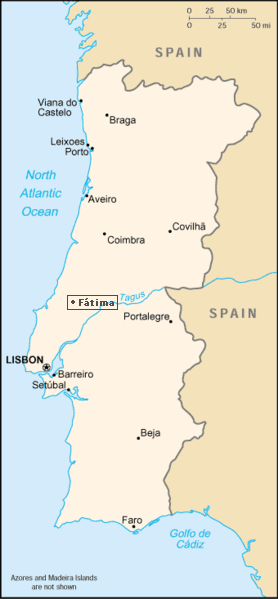
Localização geográfica de Fátima em Portugal

Nos anos das aparições, Portugal, país de maioria católica, atravessava uma das maiores crises da sua história. Em 1908, o Rei D.Carlos I tinha sido assassinado na rua, juntamente com o seu filho mais velho, por dois elementos da Carbonária. Em 5 de Outubro de 1910, a república fora proclamada, a monarquia abolida e o sucessor D.Manuel II, obrigado a deixar o país. A nova República, liberal e laica, entrou imediatamente em conflito com a Igreja. Entre as suas principais medidas encontram-se a expulsão da Companhia de Jesus e das ordens do clero regular, o encerramento dos conventos, a proibição do ensino religioso nas escolas, a lei do divórcio e a separação entre a Igreja e o Estado. Em Maio de 1911, o Papa Pio X rejeita vigorosamente as leis de secularização introduzidas pelo novo governo.
A partir de Maio de 1916, o país entra na Primeira Guerra Mundial, enviando durante o ano das aparições, em 1917, cerca de 55 mil homens para França, assim como outras forças para Angola e Moçambique, que tinham sido invadidas pelos alemães, com uma expectativa de grande perda de vidas humanas e grande esforço material.
Vários anos de caos e instabilidade tinham decorrido, com sucessivos governos num limitado espaço de tempo — nos dezasseis anos de duração, a Primeira República teve nove presidentes e quarenta e cinco governos. Até que, em 28 de Maio de 1926, o General Gomes da Costa instaurou uma ditadura militar, precursora do Estado Novo — o qual se manteria até 25 de Abril de 1974.
Era em Aljustrel que habitavam os pastorinhos. O lugar era habitado apenas por cerca de 25 famílias. Lúcia era a mais nova dos sete filhos de Maria Rosa e António dos Santos. Próximo habitavam os pais de Jacinta e Francisco (primos direitos de Lúcia), Manuel Marto e Olímpia de Jesus, que criavam ao todo nove filhos. As famílias dedicavam-se à agricultura e pastorícia. As crianças não frequentavam a escola, (os três eram analfabetos) e ajudavam os pais pastoreando ovelhas. O analfabetismo atingia então 67% da população portuguesa, mas era maior nas regiões rurais e entre as mulheres (75%).
Relativamente à família dos pastorinhos, somente a mãe de Lúcia, Maria Rosa, tinha aprendido algumas letras. Por esta razão, as crianças aprenderam a catequese e várias histórias de aparições de Nossa Senhora, juntamente com a Bíblia e o livro "Missão Abreviada", pela boca da mãe de Lúcia.

## Aparições do Anjo
Antes das aparições da Virgem Maria na Cova da Iria em 1917, Lúcia, Francisco e Jacinta tiveram no ano anterior três visões de um Anjo. Estas visões permaneceram inéditas até 1937, quando então Lúcia as divulga pela primeira vez, no designado texto Memória II. A narração é mais completa e o texto definitivo das Orações do Anjo é publicado na Memória IV, escrito em 1941. As aparições do Anjo em 1916, foram precedidas por três outras visões, de Abril a Outubro de 1915, nas quais Lúcia e outras três pastorinhas, Teresa Matias, sua irmã Maria Rosa e Maria Justino viram, também no outeiro do Cabeço, e noutros locais, suspensa no ar sobre o arvoredo do vale "uma como que nuvem mais branca que a neve, algo transparente, com forma humana. Era uma figura, como se fosse uma estátua de neve, que os raios do sol tornavam algo transparente". A descrição é da própria irmã Lúcia: "Mal tínhamos começado [a rezar o terço], quando, diante de nossos olhos, vemos, como que suspensa no ar, sobre o arvoredo, uma figura como se fosse uma estátua de neve que os raios de sol tornavam algo transparente. — Que é aquilo? — Perguntaram as minhas companheiras, meio assustadas. — Não sei! Continuámos a nossa reza, sempre com os olhos fitos na dita figura que, assim que terminámos, desapareceu".

### Primeira aparição

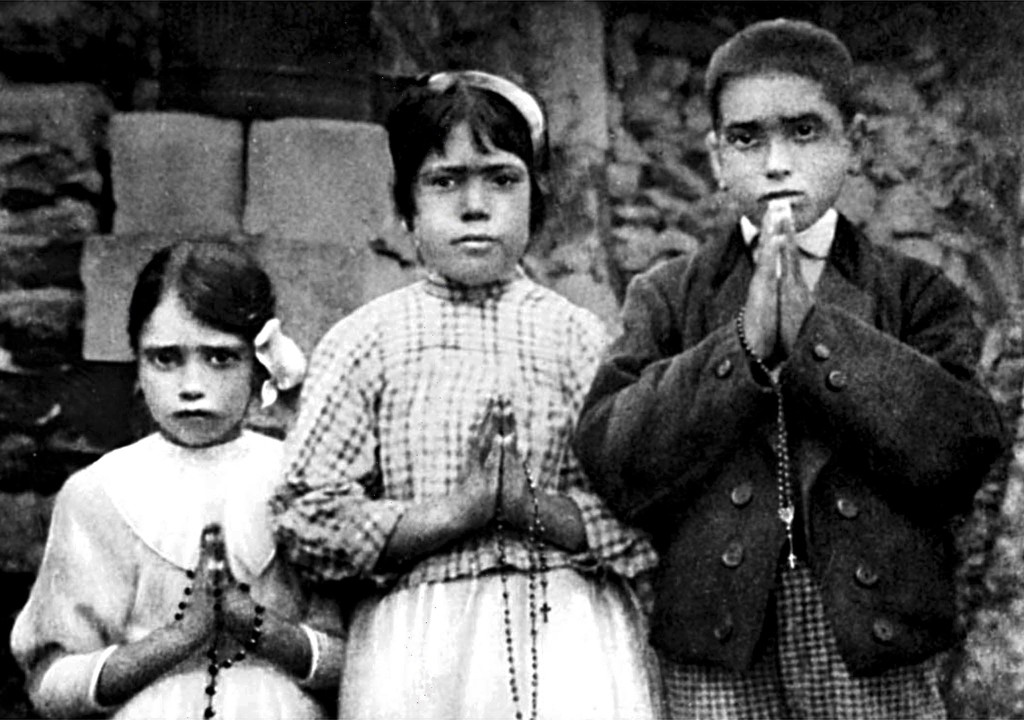
Lúcia (no meio, aos dez anos de idade) e seus dois primos: Francisco (nove anos) e Jacinta Marto (sete anos) segurando seus rosários (fotografia tirada na altura das aparições).

O relato da mais velha dos videntes, Lúcia, descreve assim os acontecimentos: "Andava eu com os meus primos Francisco e Jacinta a cuidar do rebanho e subimos a encosta em procura dum abrigo a que chamávamos a "Loca do Cabeço". Depois de aí merendar e rezar, alguns momentos havia que jogávamos e eis que um vento sacode as árvores e faz-nos levantar a vista para ver o que se passava, pois o dia estava sereno. Então começámos a ver, a alguma distância, sobre as árvores que se estendiam em direcção ao nascente, uma luz mais branca que a neve, com a forma dum jovem, transparente, mais brilhante que um cristal atravessado pelos raios do Sol. À medida que se aproximava, íamos-lhe distinguindo as feições. Estávamos surpreendidos e meios absortos. Não dizíamos palavra. Ao chegar junto de nós, disse: — Não temais. Sou o Anjo da Paz. Orai comigo. E ajoelhando em terra, curvou a fronte até ao chão. Levados por um movimento sobrenatural, imitámo-lo e repetimos as palavras que lhe ouvimos pronunciar: — Meu Deus, eu creio, adoro, espero e amo-Vos. Peço-Vos perdão para os que não crêem, não adoram, não esperam e não Vos amam. Depois de repetir isto três vezes, ergueu-se e disse: — Orai assim. Os Corações de Jesus e Maria estão atentos à voz das vossas súplicas. E desapareceu. A atmosfera do sobrenatural que nos envolveu era tão intensa, que quase não nos dávamos conta da própria existência, por um grande espaço de tempo, permanecendo na posição em que nos tinha deixado, repetindo sempre a mesma oração. A presença de Deus sentia-se tão intensa e íntima que nem mesmo entre nós nos atrevíamos a falar. No dia seguinte, sentíamos o espírito ainda envolvido por essa atmosfera que só muito lentamente foi desaparecendo. Nesta aparição, nenhum pensou em falar nem em recomendar o segredo. Ela de si o impôs. Era tão íntima que não era fácil pronunciar sobre ela a menor palavra. Fez-nos, talvez, também maior impressão, por ser a primeira assim manifesta".

### Segunda aparição
A segunda aparição deu-se no Verão de 1916, sobre o poço da casa dos pais de Lúcia, junto ao qual as crianças costumavam brincar. Assim narra Lúcia: "Fomos, pois passar as horas da sesta à sombra das árvores que cercavam o poço já várias vezes mencionado. De repente, vimos o mesmo Anjo junto de nós. — Que fazeis? Orai! Orai muito! Os Corações de Jesus e Maria têm sobre vós desígnios de misericórdia. Oferecei constantemente ao Altíssimo orações e sacrifícios. — Como nos havemos de sacrificar? — perguntei. — De tudo que puderdes, oferecei um sacrifício em acto de reparação pelos pecados com que Ele é ofendido e de súplica pela conversão dos pecadores. Atraí, assim, sobre a vossa Pátria, a paz. Eu sou o Anjo da sua guarda, o Anjo de Portugal. Sobretudo, aceitai e suportai com submissão o sofrimento que o Senhor vos enviar. E desapareceu. Estas palavras do Anjo gravaram-se em nosso espírito, como uma luz que nos fazia compreender quem era Deus, como nos amava e queria ser amado, o valor do sacrifício e como Ele Lhe era agradável, como, por atenção a Ele, convertia os pecadores. Por isso, desde esse momento, começamos a oferecer ao Senhor tudo que nos mortificava, mas sem discorrermos a procurar outras mortificações ou penitências, excepto a de passarmos horas seguidas prostrados por terra, repetindo a oração que o Anjo nos tinha ensinado."

### Terceira aparição

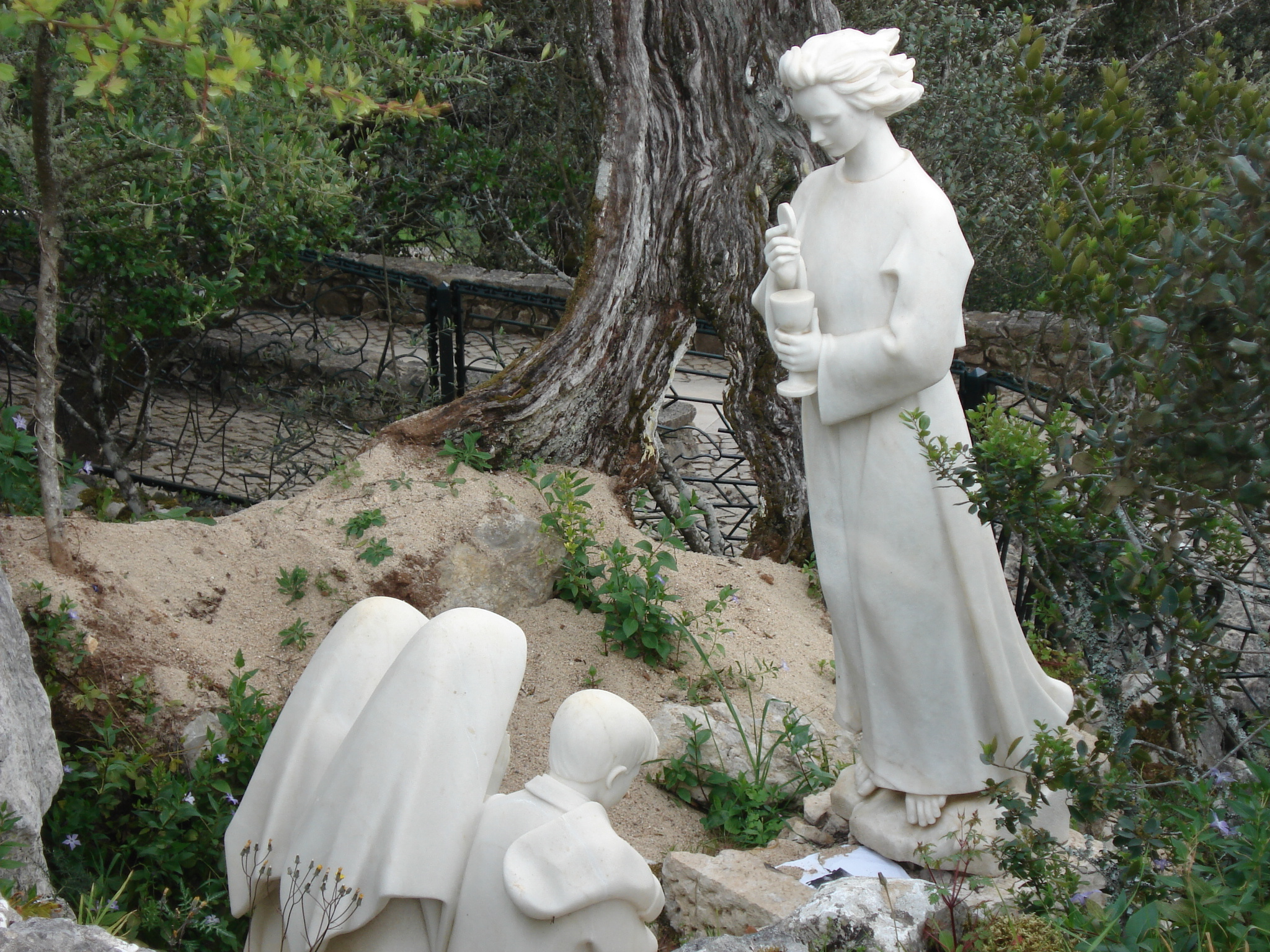
Monumento da autoria de Maria Amélia Carvalheira da Silva erigido na Loca do Cabeço, local da sua 1.ª e 3.ª aparição aos três pastorinhos (Valinhos, Fátima).

A terceira aparição ocorreu no fim do Verão ou princípio de Outono de 1916, novamente na "Loca do Cabeço", como descreve Lúcia: "Rezámos aí o terço e (a) oração que na primeira aparição nos tinha ensinado. Estando, pois, aí, apareceu-nos pela terceira vez, trazendo na mão um cálice e sobre ele uma Hóstia, da qual caíam, dentro do cálice algumas gotas de sangue. Deixando o cálice e a Hóstia suspensos no ar, prostrou-se em terra e repetiu três vezes a oração: — Santíssima Trindade, Pai, Filho, Espírito Santo, adoro-Vos profundamente e ofereço-Vos o preciosíssimo Corpo, Sangue, Alma e Divindade de Jesus Cristo, presente em todos os sacrários da terra, em reparação dos ultrajes, sacrilégios e indiferenças com que Ele mesmo é ofendido. E pelos méritos infinitos do Seu Santíssimo Coração e do Coração Imaculado de Maria, peço-Vos a conversão dos pobres pecadores. Depois, levantando-se, tomou de novo na mão o cálice e a Hóstia e deu-me a Hóstia a mim e o que continha o cálice deu-o a beber à Jacinta e ao Francisco, dizendo, ao mesmo tempo: — Tomai e bebei o Corpo e o Sangue de Jesus Cristo horrivelmente ultrajado pelos homens ingratos. Reparai os seus crimes e consolai o vosso Deus. De novo se prostrou em terra e repetiu connosco mais três vezes a mesma oração: — Santíssima Trindade…  etc.. E desapareceu. Levados pela força do sobrenatural que nos envolvia, imitávamos o Anjo em tudo, isto é, prostrando-nos como Ele e repetindo as orações que Ele dizia. A força da presença de Deus era tão intensa que nos absorvia e aniquilava quase por completo. Parecia privar-nos até do uso dos sentidos corporais por um grande espaço de tempo. Nesses dias, fazíamos as ações materiais como que levados por esse mesmo ser sobrenatural que a isso nos impelia. A paz e felicidade que sentíamos era grande, mas só íntima, completamente concentrada a alma em Deus. O abatimento físico, que nos prostrava, também era grande".

## Aparições de Nossa Senhora

### 13 de Maio de 1917

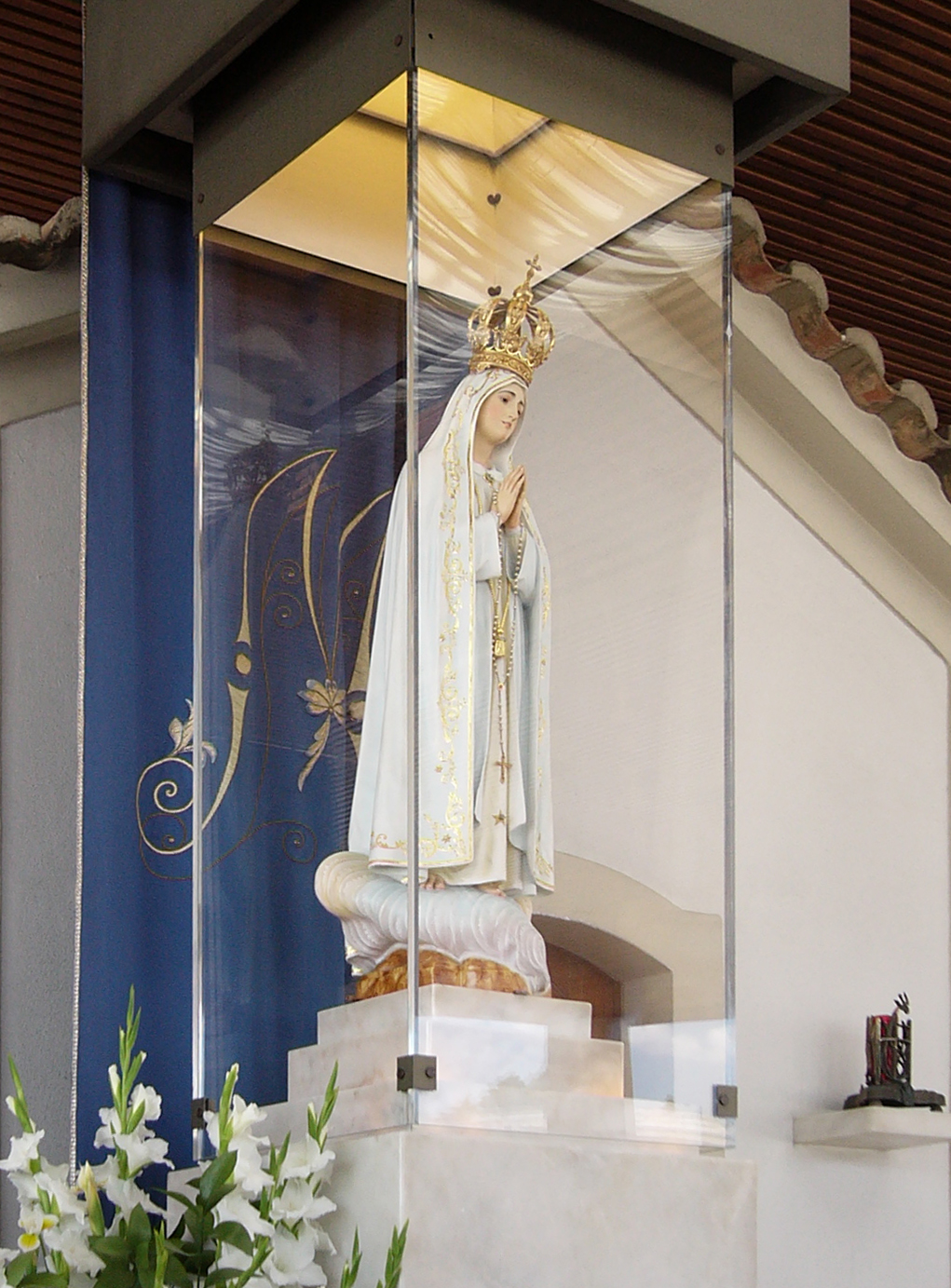
A imagem de Nossa Senhora na Capelinha das Aparições em Fátima.

Brincavam os três pastorinhos na Cova da Iria, uma pequena propriedade pertencente aos pais de Lúcia, localizada a 2,5 km de Fátima, quando por volta do meio-dia e depois de rezarem o terço, observaram dois clarões como se fossem relâmpagos. Com receio de começar a chover, reuniram o rebanho e decidiram ir-se embora, mas no caminho e logo abaixo, outro clarão teria iluminado o espaço. Nesse instante, teriam visto em cima de uma pequena azinheira (onde agora se encontra a Capelinha das Aparições), "era uma Senhora vestida de branco e mais brilhante que o Sol, espargindo luz mais clara e intensa que um copo de cristal cheio de água cristalina, atravessado pelos raios do sol mais ardente", descreve Lúcia. "A sua face, indescritivelmente bela não era nem triste, nem alegre, mas séria, com ar de suave censura. As mãos juntas, como a rezar, apoiadas no peito e voltadas para cima. Da mão direita pendia um rosário. As vestes pareciam feitas só de luz. A túnica era branca e branco o manto, orlado de ouro que cobria a cabeça da Virgem e lhe descia até aos pés. Não se Lhe viam os cabelos nem as orelhas.". Os traços da fisionomia Lúcia nunca pôde descrevê-los, pois a sua formosura não cabe em palavras humanas. Os videntes estavam tão perto de Nossa Senhora — a um metro de distância, mais ou menos — que ficavam dentro da luz que A cercava, ou que Ela espargia. O colóquio inicia-se da seguinte maneira:
Nossa Senhora: — Não tenhais medo. Eu não vos faço mal. Lúcia: — Donde é Vossemecê? — Sou do Céu (e Nossa Senhora ergueu as mãos apontando o Céu). — E que é que Vossemecê me quer? — Vim para vos pedir que venhais aqui seis meses seguidos, no dia 13, a esta mesma hora. Depois vos direi quem sou e o que quero. Depois voltarei ainda aqui uma sétima vez. — E eu também vou para o Céu? — Sim, vais. — E a Jacinta? — Também. — E o Francisco? — Também, mas tem que rezar muitos terços. — A Maria das Neves já está no Céu? (Lúcia referia-se a uma mulher que tinha morrido recentemente) — Sim, está. — E a Amélia? — Estará no Purgatório até ao fim do mundo. Quereis oferecer-vos a Deus para suportar todos os sofrimentos que Ele quiser enviar-vos, em acto de reparação pelos pecados com que Ele é ofendido e de súplica pela conversão dos pecadores? — Sim, queremos. — Ides pois ter muito que sofrer, mas a graça de Deus será o vosso conforto. "Foi ao pronunciar estas últimas palavras que abriu pela primeira vez as mãos comunicando-nos uma luz muito intensa, como que reflexo que delas expedia, que nos penetrava no peito e no mais íntimo da alma, fazendo-nos ver a nós mesmos em Deus, que era essa luz, mais claramente do que nos vemos no melhor dos espelhos. Então, por um impulso íntimo também comunicado, caímos de joelhos e repetimos intimamente ó Santíssima Trindade, eu Vos adoro, meu Deus meu Deus eu Vos amo no Santíssimo Sacramento. Passados estes momentos, Nossa Senhora acrescentou: — Rezem o terço todos os dias para alcançarem a paz para o mundo e o fim da guerra (na altura desenrolava-se a Primeira Guerra Mundial).
"Em seguida começou a elevar-se serenamente em direção ao nascente até desaparecer na imensidade da distância. A luz que A circundava ia como que abrindo um caminho no cerrado dos astros".

### 13 de Junho de 1917
Neste dia compareceram no local cerca de 50 pessoas curiosas pelos factos entretanto revelados pelos pastorinhos. Por volta do meio-dia, os videntes notaram novamente um clarão, a que chamavam relâmpago, mas que não era propriamente tal, mas sim o reflexo de uma luz que se aproximava. Alguns dos espectadores notaram que a luz do sol se obscureceu durante os minutos que se seguiram ao início do colóquio, outros afirmaram que o topo da azinheira, coberto de rebentos, pareceu curvar-se como sob um peso, um momento antes da Lúcia falar. Durante a troca de palavras entre Lúcia e a aparição alguns ouviram um sussurro como se fosse o zumbido de uma abelha.

Lúcia: — Vossemecê que me quer? Nossa Senhora: — Quero que venhais aqui no dia 13 do mês que vem, que rezeis o terço todos os dias e que aprendam a ler. Depois, direi o que quero. Lúcia pediu a cura de um doente. — Se se converter, curar-se-á durante o ano. — Queria pedir-Lhe para nos levar para o Céu. — Sim, a Jacinta e o Francisco levo-os em breve. Mas tu ficas cá mais algum tempo. Jesus quer servir-se de ti para Me fazer conhecer e amar. Ele quer estabelecer no mundo a devoção ao meu Imaculado Coração. A quem a abraçar, prometo a salvação e serão queridas de Deus estas almas, como flores postas por Mim a adornar o seu trono. — Fico cá sozinha? — Não, filha. E tu sofres muito? Não desanimes. Eu nunca te deixarei. O meu Imaculado Coração será o teu refúgio e o caminho que te conduzirá até Deus. "Foi no momento que disse estas últimas palavras que abriu as mãos e nos comunicou, pela segunda vez, o reflexo dessa luz imensa. Nela nos víamos como que submergidos em Deus. A Jacinta e o Francisco pareciam estar na parte dessa luz que se elevava para o céu e eu na que se espargia sobre a terra. À frente da palma da mão direita de Nossa Senhora estava um coração cercado de espinhos que parecia estarem-lhe cravados. Compreendemos que era o Imaculado Coração de Maria ultrajado pelos pecados da humanidade que queria reparação. Quando se desvaneceu esta visão, a Senhora, envolta ainda na luz que d'Ela irradiava, elevou-se da arvorezinha sem esforço, suavemente na direção do leste até desaparecer de todo."
Algumas pessoas mais próximas notaram que os rebentos do topo da azinheira estavam tombados na mesma direção, como se as vestes da Senhora os tivessem arrastado. Só algumas horas mais tarde retomaram a posição natural.

### 13 de Julho de 1917

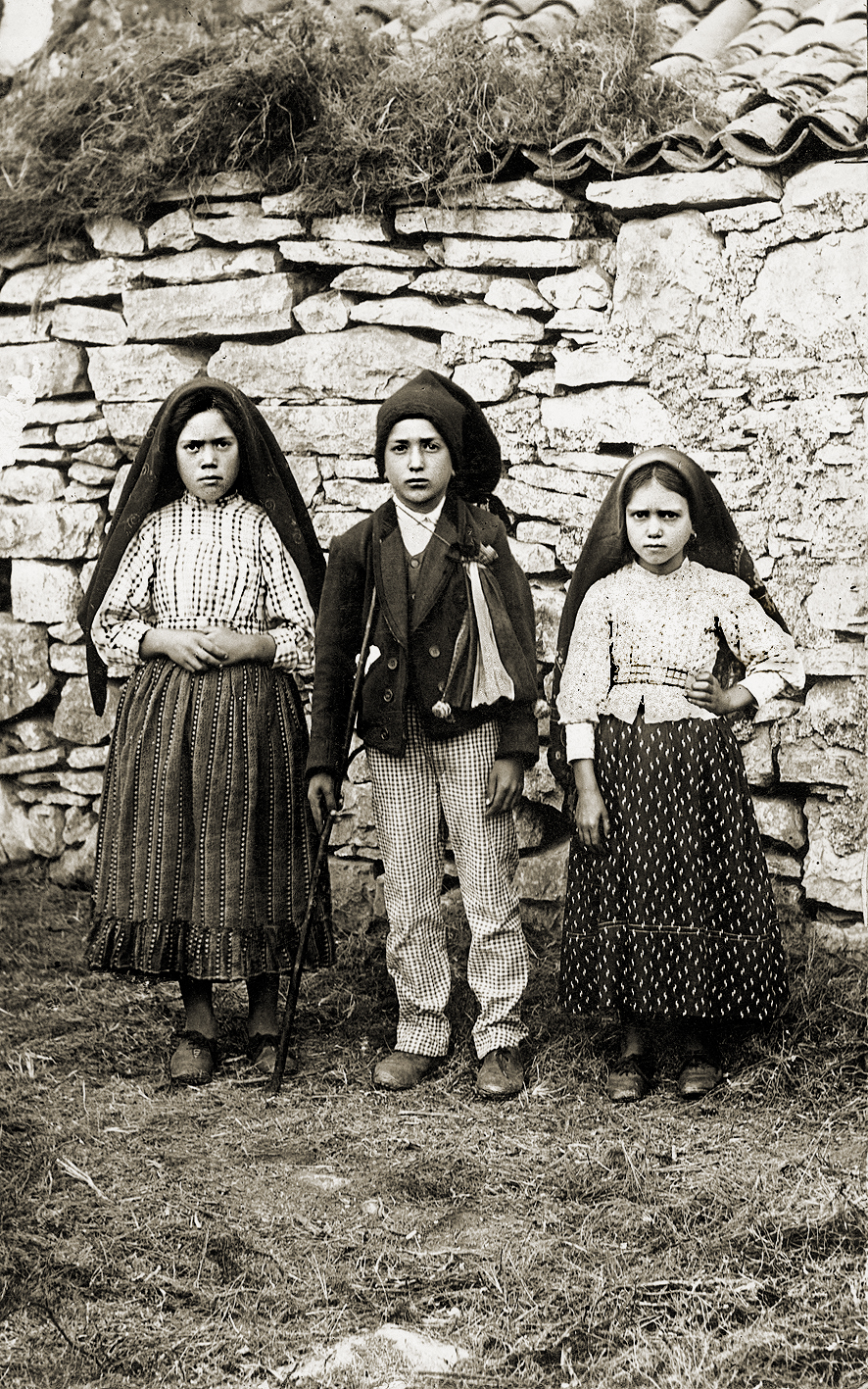
Lúcia dos Santos com os seus primos Francisco e Jacinta Marto.

Ao dar-se a terceira aparição, uma nuvenzinha acinzentada pairou sobre a azinheira, o sol ofuscou-se, uma aragem fresca soprou sobre a serra, embora se estivesse em pleno Verão. O Sr. Manuel Marto, pai da Jacinta e do Francisco, diz que também ouviu um sussurro, como o de moscas num cântaro vazio. Os videntes viram o reflexo da costumada luz e, em seguida, Nossa Senhora sobre a carrasqueira.
 Lúcia: — Vossemecê que me quer? Nossa Senhora: — Quero que venhais aqui no dia 13 do mês que vem, que continuem a rezar o terço todos os dias, em honra de Nossa Senhora do Rosário para obter a paz do mundo e o fim da guerra, porque só Ela lhes poderá valer. — Queria pedir-lhe para nos dizer quem é; para fazer um milagre com que todos acreditem que Vossemecê nos aparece. — Continuem a vir aqui todos os meses. Em Outubro direi quem sou, o que quero e farei um milagre que todos hão-de ver para acreditarem. Lúcia apresenta então uma série de pedidos de conversões, curas e outras graças. Nossa Senhora responde recomendando sempre a prática do terço, que assim alcançariam as graças durante o ano. Um dos pedidos foi a cura do filho paralítico de Maria Carreira (que seria desde o início uma devota de Fátima). Nossa Senhora respondeu que não o curaria nem o tiraria da sua pobreza, mas que rezasse o terço todos os dias em família e dar-lhe-ia os meios de ganhar a vida. Outro enfermo pedia para ir em breve para o Céu. Nossa Senhora respondeu que não tivesse pressa, que bem sabia quando o havia de vir buscar. Depois prosseguiu: — Sacrificai-vos pelos pecadores e dizei muitas vezes e em especial quando fizerdes algum sacrifício: "ó Jesus, é por vosso amor, pela conversão dos pecadores e em reparação pelos pecados cometidos contra o Imaculado Coração de Maria." Ao dizer estas últimas palavras, abriu de novo as mãos, como nos dois meses passados. O reflexo de luz que delas expediam pareceu penetrar a terra e (primeira parte do segredo — "A Visão do Inferno") mostrou-nos um grande mar de fogo que parecia estar debaixo da terra. Mergulhados nesse fogo os demónios e as almas, como se fossem brasas transparentes e negras, ou bronzeadas com forma humana, que flutuavam no incêndio levadas pelas chamas que d'elas mesmas saíam, juntamente com nuvens de fumo, caindo para todos os lados, semelhante ao cair das fagulhas em os grandes incêndios sem peso nem equilíbrio, entre gritos e gemidos de dôr e desespero que horrorizava e fazia estremecer de pavor. Os demónios distinguiam-se por formas horríveis e asquerosas de animais espantosos e desconhecidos, mas transparentes e negros. Esta vista foi um momento, e graças à nossa boa Mãe do Céu que antes nos tinha prevenido com a promessa de nos levar para o Céu (na primeira aparição), se assim não fosse, creio que teríamos morrido de susto e pavor. Em seguida, levantamos os olhos para Nossa Senhora que nos disse com bondade e tristeza: — Vistes o Inferno, para onde vão as almas dos pobres pecadores. Para as salvar, (segunda parte do segredo — "O Imaculado Coração de Maria") Deus quer estabelecer no mundo a devoção a meu Imaculado Coração. Se fizerem o que eu disser salvar-se-ão muitas almas e terão paz. A guerra vai acabar, mas se não deixarem de ofender a Deus, no reinado de Pio XI começará outra pior. Quando virdes uma noite, alumiada por uma luz desconhecida, sabei que é o grande sinal que Deus vos dá de que vai a punir o mundo de seus crimes, por meio da guerra, da fome e de perseguições à Igreja e ao Santo Padre. Para a impedir, virei pedir a consagração da Rússia a meu Imaculado Coração e a comunhão reparadora nos primeiros sábados. Se atenderem aos meus pedidos, a Rússia se converterá e terão paz, se não, espalhará seus erros pelo mundo, promovendo guerras e perseguições à Igreja, os bons serão martirizados, o Santo Padre terá muito que sofrer, várias nações serão aniquiladas. Por fim o meu Imaculado Coração triunfará. O Santo Padre consagrar-me-á a Rússia, que se converterá, e será concedido ao mundo algum tempo de paz. Em Portugal se conservará sempre o dogma da fé. Então vimos (terceira parte do segredo — "o atentado ao Papa") ao lado esquerdo de Nossa Senhora um pouco mais alto um Anjo com uma espada de fogo na mão esquerda; ao cintilar, soltava chamas que pareciam incendiar o mundo; mas apagavam-se com o contacto do brilho que da mão direita expedia Nossa Senhora ao seu encontro. O Anjo apontando com a mão direita para a terra, com voz forte dizia: "Penitência, Penitência, Penitência!" E vimos n'uma luz imensa que é Deus: "algo semelhante a como se vêem as pessoas n'um espelho quando lhe passam por diante" um Bispo vestido de branco "tivemos o pressentimento de que era o Santo Padre". Vários outros bispos, sacerdotes, religiosos e religiosas subiam uma escabrosa montanha, no cimo da qual estava uma grande Cruz de troncos toscos como se fora de sobreiro com a casca; o Santo Padre, antes de chegar aí, atravessou uma grande cidade meia em ruínas, e meio trémulo com andar vacilante, acabrunhado de dor e pena, ia orando pelas almas dos cadáveres que encontrava pelo caminho; chegado ao cimo do monte, prostrado de joelhos aos pés da grande Cruz foi morto por um grupo de soldados que lhe dispararam vários tiros e setas, e assim mesmo foram morrendo uns trás dos outros os Bispos, Sacerdotes, religiosos e religiosas e várias pessoas seculares, cavalheiros e senhoras de várias classes e posições. Sob os dois braços da Cruz estavam dois Anjos cada um com um regador de cristal na mão, n'eles recolhiam o sangue dos Mártires e com ele regavam as almas que se aproximavam de Deus." Terminada esta visão, disse Nossa Senhora: — Isto não o digais a ninguém. Ao Francisco sim, podeis dizê-lo. Quando rezardes o terço, dizei depois de cada mistério: "Ó meu Jesus! Perdoai-nos e livrai-nos do fogo do Inferno, levai as almas todas para o Céu, principalmente aquelas que mais precisarem. — Vossemecê não me quer mais nada? — Não. Hoje não te quero mais nada. E como de costume, começou a elevar-Se em direção ao nascente, até desaparecer na imensa distância do firmamento. Ouviu-se então um trovão, indicando que a aparição cessara.

### 19 de Agosto de 1917

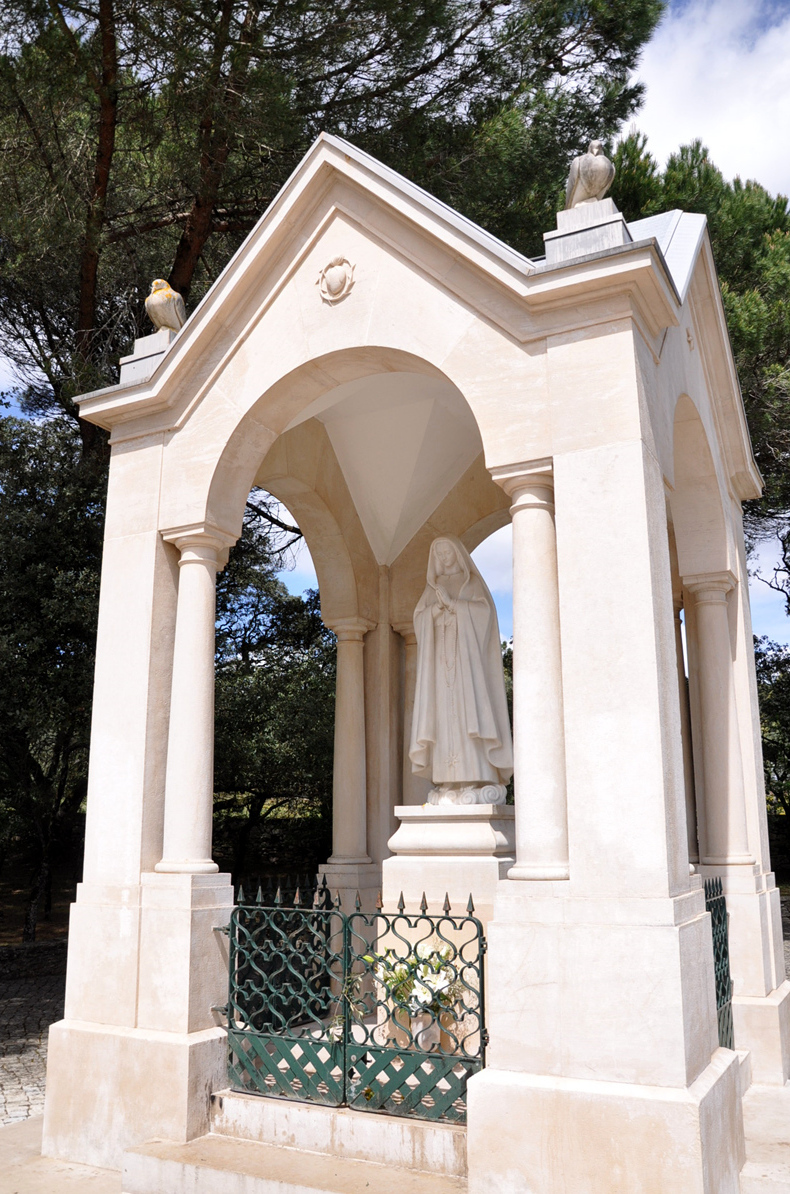
Monumento que assinala o local da quarta aparição ocorrida nos Valinhos de Fátima. Foi construído com donativos de católicos húngaros. A estátua de Nossa Senhora foi esculpida por Amélia Carvalheira e o nicho em que se encontra foi arquitetado por António Lino.

No dia 13 de Agosto, quando deveria dar-se a quarta aparição, os videntes não puderam ir à Cova da Iria, pois foram raptados pelo então administrador do concelho de Vila Nova de Ourém, Artur de Oliveira Santos, um republicano anticlerical e maçon, que à força quis arrancar-lhes o segredo.
Nesse dia, juntou-se uma grande multidão que aguardava pela aparição. Por volta do meio-dia, ouviu-se um trovão, ao qual se seguiu o relâmpago, tendo os espectadores notado uma pequena nuvem branca que pairou alguns minutos sobre a azinheira. Observaram-se também fenómenos de coloração, de diversas cores, nos rostos das pessoas, das roupas, das árvores e do chão. As crianças continuaram em cativeiro e apesar das várias ameaças físicas de que foram alvo, permaneceram inabaláveis e nada revelaram.
Na manhã do dia 15 de Agosto e a seguir a um interrogatório final, foram então libertadas e regressaram a Fátima.
No dia 19 de Agosto de 1917, Lúcia estava com Francisco e seu irmão João no lugar dos Valinhos, uma propriedade de um dos seus tios e que dista uns 500 metros de Aljustrel. Pelas 4 horas da tarde, começaram a produzir-se as alterações atmosféricas que precederam as aparições anteriores, uma súbita diminuição da temperatura e um esmorecimento do Sol. Lúcia, sentindo que alguma coisa de sobrenatural se aproximava e os envolvia, pediu ao primo João para chamar rapidamente a Jacinta, a qual chegou a tempo de ver Nossa Senhora que — anunciada, como das outras vezes, por um reflexo de luz — apareceu sobre uma azinheira, um pouco maior que a da Cova da Iria.
 Lúcia: — Que é que Vossemecê me quer? Nossa Senhora: -Quero que continueis a ir à Cova da Iria no dia 13, que continueis a rezar o terço todos os dias. No último mês farei o milagre para que todos acreditem. — Que é que Vossemecê quer que se faça ao dinheiro que o povo deixa na Cova da Iria? — Façam dois andores, um leva-o tu com a Jacinta e mais duas meninas; o outro que o leve o Francisco com mais três meninos. O dinheiro dos andores é para a festa de Nossa Senhora do Rosário e o que sobrar é para a ajuda de uma capela que hão-de mandar fazer. — Queria pedir-lhe a cura de alguns doentes. — Sim, alguns curarei durante o ano. E tomando um aspeto mais triste, recomendou-lhes novamente a prática da mortificação: — Rezai, rezai muito e fazei sacrifícios pelos pecadores, que vão muitas almas para o Inferno por não haver quem se sacrifique e peça por elas. "E, como de costume, começou a elevar-Se em direção ao nascente." Os videntes cortaram ramos da árvore sobre a qual Nossa Senhora lhes tinha aparecido e levaram-nos para casa. Os ramos exalavam um perfume singularmente suave.

### 13 de Setembro de 1917
Como das outras vezes, uma série de fenómenos atmosféricos foram observados pelos circunstantes, cujo número foi calculado entre quinze a vinte mil pessoas: o súbito refrescar da atmosfera, o empalidecer do Sol até ao ponto de se verem as estrelas, uma espécie de chuva como que de pétalas irisadas ou flocos de neve que desapareciam antes de pousarem na terra. Em particular, foi notado desta vez um globo luminoso que se movia lenta e majestosamente pelo céu, do nascente para o poente e, no fim da aparição, em sentido contrário. Os videntes notaram, como de costume, o reflexo de uma luz e, a seguir, Nossa Senhora sobre a azinheira.
Nossa Senhora: — Continuem a rezar o terço para alcançarem o fim da guerra. Em Outubro, virá também Nosso Senhor, Nossa Senhora das Dores e do Carmo, São José com o Menino Jesus, para abençoarem o Mundo. Deus está contente com os vossos sacrifícios, mas não quer que durmais com a corda. Trazei-a só durante o dia. Lúcia: — Têm-me pedido para Lhe pedir muitas coisas, a cura de alguns doentes, de um surdo-mudo. — Sim, alguns curarei. Outros não. Em Outubro farei o milagre para que todos acreditem. "E começando a elevar-Se, desapareceu como de costume".

### 13 de Outubro de 1917

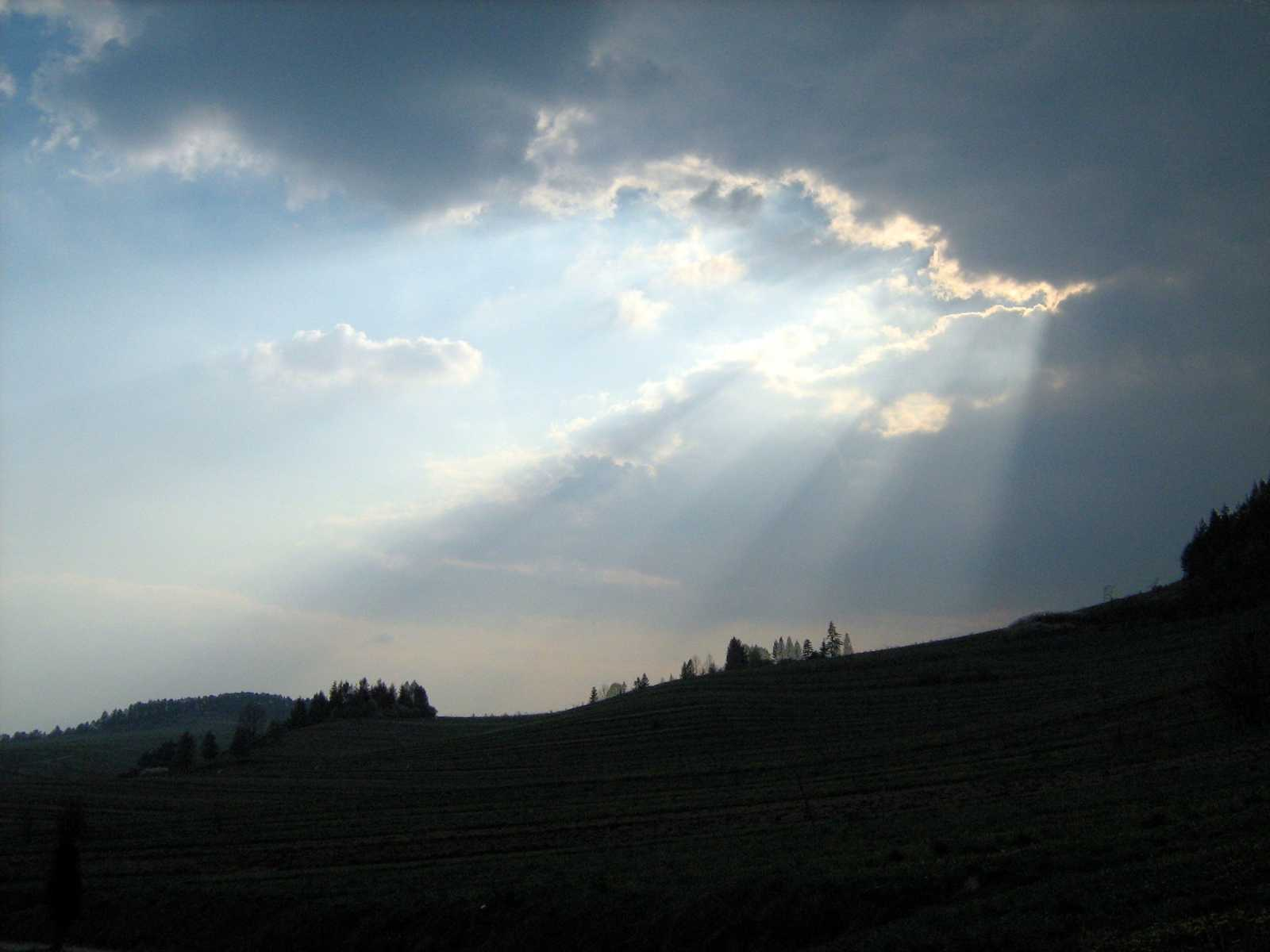
De acordo com os relatos da época, milhares de pessoas assistiram a um Milagre do Sol, em Fátima, no dia 13 de Outubro de 1917.

Devido ao facto de os pastorinhos terem revelado que a Virgem Maria iria fazer um milagre neste dia para que todos acreditassem, estavam presentes na Cova da Iria cerca de 50 mil pessoas, segundo os relatos da época. Chovia com abundância e a multidão aguardava as três crianças nos terrenos enlameados da serra. Lúcia assim descreve estes acontecimentos na Memória IV: "Saímos de casa bastante cedo, contando com as demoras do caminho. O povo era em massa. A chuva, torrencial. Minha mãe, temendo que fosse aquele o último dia da minha vida, com o coração retalhado pela incerteza do que iria acontecer, quis acompanhar-me. Pelo caminho, as cenas do mês passado, mais numerosas e comovedoras. Nem a lamaceira dos caminhos impedia essa gente de se ajoelhar na atitude mais humilde e suplicante. Chegados à Cova de Iria, junto da carrasqueira, levada por um movimento interior, pedi ao povo que fechasse os guarda-chuvas para rezarmos o terço. Pouco depois, vimos o reflexo da luz e, em seguida, Nossa Senhora sobre a carrasqueira.
Lúcia: — Que é que Vossemecê me quer? Nossa Senhora: — Quero dizer-te que façam aqui uma capela em Minha honra, que sou a Senhora do Rosário, que continuem sempre a rezar o terço todos os dias. A guerra vai acabar e os militares voltarão em breve para suas casas. — Eu tinha muitas coisas para Lhe pedir: se curava uns doentes e se convertia uns pecadores, etc. — Uns, sim; outros, não. É preciso que se emendem, que peçam perdão dos seus pecados. E tomando um aspecto mais triste: — Não ofendam mais a Deus Nosso Senhor que já está muito ofendido. E abrindo as mãos, fê-las reflectir no Sol. E enquanto que se elevava, continuava o reflexo da Sua própria luz a projectar-se no Sol.

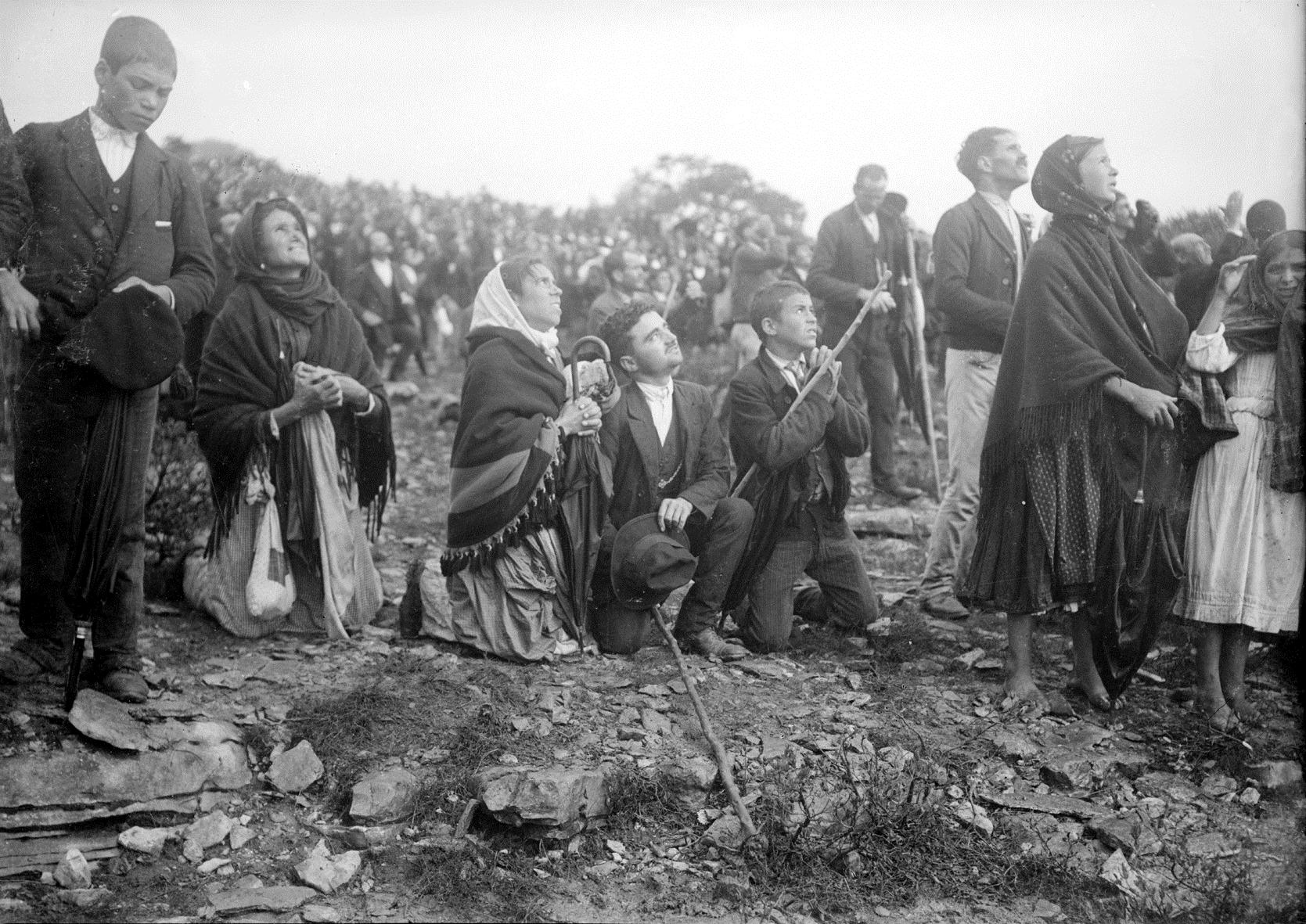
Foto tirada na Cova da Iria e publicada num jornal português em 29 de Outubro de 1917.

Neste momento, Lúcia diz para a multidão olhar para o Sol, levada por um movimento interior que a isso a impeliu. "Desaparecida Nossa Senhora, na imensa distância do firmamento, vimos, ao lado do Sol, S. José com o Menino e Nossa Senhora vestida de branco, com um manto azul." Era a Sagrada Família. "S. José com o Menino pareciam abençoar o Mundo com uns gestos que faziam com a mão em forma de cruz. Pouco depois, desvanecida esta aparição, vi Nosso Senhor acabrunhado de dor a caminho do Calvário e Nossa Senhora que me dava a ideia de ser Nossa Senhora das Dores."

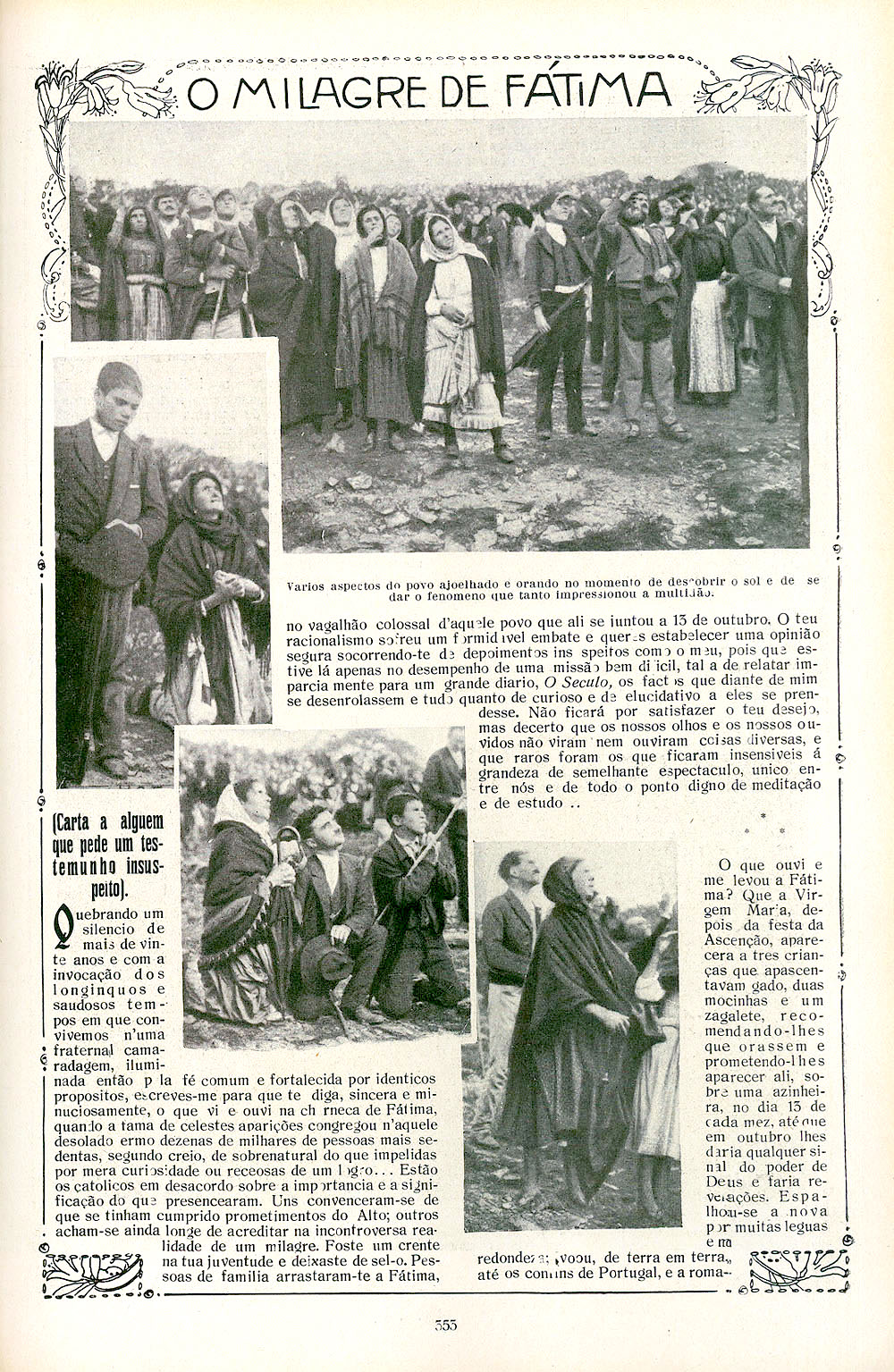
Página da edição de 29 de Outubro de 1917 da Ilustração Portuguesa com uma reportagem sobre o milagre.

 Lúcia via apenas a parte superior do corpo de Nosso Senhor e Nossa Senhora não tinha a espada no peito "Nosso Senhor parecia abençoar o Mundo da mesma forma que S. José. Desvaneceu-se esta aparição e pareceu-me ver ainda Nossa Senhora, em forma semelhante a Nossa Senhora do Carmo, com o Menino Jesus ao colo."
Enquanto os três pastorinhos eram agraciados com estas visões (apenas Lúcia viu os três quadros, Jacinta e Francisco viram somente o primeiro), a maior parte da multidão presente observou o chamado O Milagre do Sol. A chuva que caía cessou, as nuvens entreabriram-se deixando ver o Sol, assemelhando-se a um disco de prata fosca, podia fitar-se sem dificuldade sem cegar. A imensa bola começou a girar vertiginosamente sobre si mesma como uma roda de fogo. Depois, os seus bordos tornaram-se escarlates e deslizou no céu, como um redemoinho, espargindo chamas vermelhas de fogo. Essa luz refletia-se no solo, nas árvores, nas próprias faces das pessoas e nas roupas, tomando tonalidades brilhantes e diferentes cores. Animado três vezes por um movimento louco, o globo de fogo pareceu tremer, sacudir-se e precipitar-se em ziguezague sobre a multidão aterrorizada. Tudo durou uns dez minutos. Finalmente, o Sol voltou em ziguezague para o seu lugar e ficou novamente tranquilo e brilhante. Muitas pessoas notaram que as suas roupas, ensopadas pela chuva, tinham secado subitamente. Tal fenómeno foi testemunhado por milhares de pessoas, até mesmo por outras que estavam a quilómetros do lugar das aparições. O relato foi publicado na imprensa por diversos jornalistas que ali se deslocaram e que foram também eles, testemunhas do acontecimento.

## Aparições particulares a Jacinta

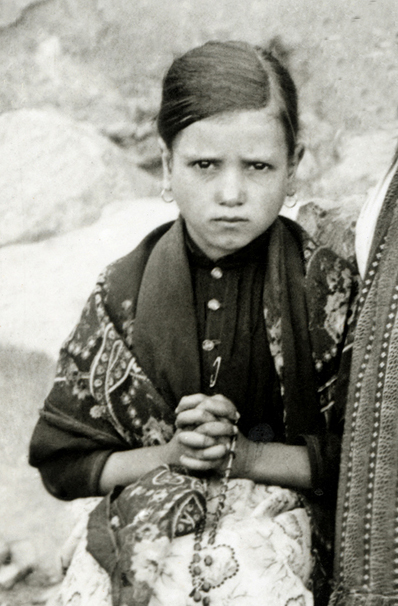
Jacinta Marto, em 1917.

- Jacinta vê o Santo Padre — Lúcia assim relata na sua Terceira Memória: "Um dia, fomos passar as horas da sesta para junto do poço de meus pais. A Jacinta sentou-se nas lajes do poço; o Francisco, comigo, foi procurar o mel silvestre nas silvas dum silvado duma ribanceira que aí havia. Passado um pouco de tempo, a Jacinta chama por mim: — Não viste o Santo Padre? — Não! — Não sei como foi! Eu vi o Santo Padre em uma casa muito grande, de joelhos, diante de uma mesa, com as mãos na cara, a chorar. Fora da casa estava muita gente e uns atiravam-Ihe pedras, outros rogavam-lhe pragas e diziam-lhe muitas palavras feias. Coitadinho do Santo Padre! Temos que pedir muito por Ele. Em outra ocasião, fomos para a Lapa do Cabeço. Chegados aí, prostramo-nos por terra, a rezar as orações do Anjo. Passado algum tempo, a Jacinta ergue-se e chama por mim: — Não vês tanta estrada, tantos caminhos e campos cheios de gente, a chorar com fome, e não tem nada para comer? E o Santo Padre em uma Igreja, diante do Imaculado Coração de Maria, a rezar? E tanta gente a rezar com Ele?
- Visões da guerra — "Um dia fui a sua casa, para estar um pouco com ela. Encontrei-a sentada na cama, muito pensativa. — Jacinta, que estás a pensar? — Na guerra que há-de vir. Há-de morrer tanta gente! E vai quase toda para o inferno! Hão-de ser arrasadas muitas casas e mortos muitos Padres (tratava-se da Segunda Guerra Mundial). Olha: eu vou para o Céu. E tu, quando vires, de noite, essa luz que aquela Senhora disse que vem antes, foge para lá também! — Não vês que para o Céu não se pode fugir? — É verdade! Não podes. Mas não tenhas medo! Eu, no Céu, hei-de pedir muito por ti, por o Santo Padre, por Portugal, para que a guerra não venha para cá, e por todos os Sacerdotes.
- Visitas de Nossa Senhora — A 23 de Dezembro de 1918, Francisco e Jacinta adoeceram ao mesmo tempo. Indo visitá-los, Lúcia encontrou Jacinta no auge da alegria. Na sua Primeira Memória, Lúcia conta: "Um dia mandou-me chamar: que fosse junto dela depressa. Lá fui, correndo. — Nossa Senhora veio-nos ver e diz que vem buscar o Francisco muito breve para o Céu. E a mim perguntou-me se queria ainda converter mais pecadores. Disse-Lhe que sim. Disse-me que ia para um hospital, que lá sofreria muito; que sofresse pela conversão dos pecadores, em reparação dos pecados contra o Imaculado Coração de Maria e por amor de Jesus. Perguntei se tu ias comigo. Disse que não. Isto é o que me custa mais. Disse que ia minha mãe levar-me e, depois, fico lá sozinha! Em fins de Dezembro de 1919, de novo a Santíssima Virgem se dignou visitar a Jacinta, para anunciar-lhe novas cruzes e sacrifícios. Deu-me a notícia e dizia-me: — Disse-me que vou para Lisboa, para outro hospital; que não te torno a ver, nem os meus pais; que, depois de sofrer muito, morro sozinha, mas que não tenha medo; que me vai lá Ela buscar para o Céu. Durante a sua permanência de 18 dias no hospital em Lisboa, Jacinta foi favorecida com novas visitas de Nossa Senhora, que lhe anunciou o dia e a hora em que haveria de morrer. Quatro dias antes de a levar para o Céu, a Santíssima Virgem tirou-lhe todas as dores. Nas vésperas da sua morte, alguém lhe perguntou se queria ver a mãe, ao que ela respondeu: — A minha família durará pouco tempo e em breve se encontrarão no Céu… Nossa Senhora aparecerá outra vez, mas não a mim, porque com certeza morro, como Ela me disse".[20]

## Aparições particulares a Lúcia
- 15 de Junho de 1921 — Conforme anotado na "Quarta Memória da Irmã Lúcia" (pág. 173), esta foi a sétima aparição prometida em 13 de Maio de 1917. Aconteceu nas vésperas da partida de Lúcia para o Colégio de Vilar no Porto, quando ela se despedia dos locais das aparições. Foi uma aparição com uma mensagem pessoal para a vidente que, por isso, não a revelou.[9]
- 10 de Dezembro de 1925 — Aparições de Pontevedra: Encontrando-se Lúcia na sua cela, na Casa das Religiosas Doroteias em Pontevedra, apareceu-lhe a SS. Virgem e, ao lado, suspenso em uma nuvem luminosa, um Menino. A SS.ª Virgem, pondo-lhe no ombro a mão e mostrando, ao mesmo tempo, um coração que tinha na outra mão, cercado de espinhos. Ao mesmo tempo, disse o Menino: — Tem pena do Coração de tua SS. Mãe que está coberto de espinhos que os homens ingratos a todos os momentos Lhe cravam sem haver quem faça um acto de reparação para os tirar. Em seguida, disse a SS. Virgem: — Olha, minha filha, o Meu Coração cercado de espinhos que os homens ingratos a todos os momentos Me cravam, com blasfémias e ingratidões. Tu, ao menos, vê de Me consolar e diz que todos aqueles que durante 5 meses, ao 1.° sábado, se confessarem, recebendo a Sagrada Comunhão, rezarem um Terço e Me fizerem 15 minutos de companhia, meditando nos 15 mistérios do Rosário, com o fim de Me desagravar, Eu prometo assistir-lhes, na hora da morte, com todas as graças necessárias para a salvação dessas almas.
- 15 de Fevereiro de 1926 — Neste dia encontrava-se Lúcia no pátio que dá para a rua da mesma Casa das Religiosas Doroteias. Apareceu-lhe, de novo, o Menino Jesus. Perguntou se já tinha espalhado a devoção a Sua SS. Mãe. A vidente expôs-Lhe as dificuldades apresentadas pelo seu confessor e que a Madre Superiora estava pronta a propagá-la, mas que o confessor tinha dito que ela, só, nada podia. Jesus respondeu: — É verdade que a tua Superiora, só nada pode; mas, com a Minha graça, pode tudo. Lúcia apresentou a Jesus a dificuldade que tinham algumas pessoas em se confessar ao sábado e pediu para ser válida a confissão de oito dias. Jesus respondeu: — Sim, pode ser de muitos mais ainda, contanto que, quando Me receberem, estejam em graça e que tenham a intenção de desagravar o Imaculado Coração de Maria. Ela perguntou: — Meu Jesus, as que se esquecerem de formar essa intenção? Jesus respondeu: — Podem formá-la na outra confissão seguinte, aproveitando a primeira ocasião que tiverem de se confessar.
- 13 de Junho de 1929 — Estando Lúcia no noviciado das Doroteias em Tui, apareceu-lhe Nossa Senhora para cumprir a promessa que tinha feito em 13 de Julho de 1917: "Virei pedir a Consagração da Rússia". Lúcia assim relata esta aparição: "Eu tinha pedido e obtido licença das minhas superioras e confessor para fazer a Hora-Santa das 11 à meia-noite, de quintas para sextas-feiras. Estando uma noite só, ajoelhei-me entre a balaustrada, no meio da capela, a rezar, prostrada, as Orações do Anjo. Sentindo-me cansada, ergui-me e continuei a rezá-las com os braços em cruz. A única luz era a da lâmpada. De repente iluminou-se toda a Capela com uma luz sobrenatural e sobre o Altar apareceu uma Cruz de luz que chegava até ao tecto. Em uma luz mais clara via-se, na parte superior da cruz, uma face de homem com corpo até à cinta, sobre o peito uma pomba também de luz e, pregado na cruz, o corpo de outro homem. Um pouco abaixo da cinta, suspenso no ar, via-se um cálix e uma hóstia grande, sobre a qual caíam algumas gotas de sangue que corriam pelas faces do Crucificado e duma ferida do peito. Escorregando pela Hóstia, essas gotas caíam dentro do Cálix. Sob o braço direito da cruz estava Nossa Senhora (era Nossa Senhora de Fátima com o Seu Imaculado Coração na mão esquerda, sem espada nem rosas, mas com uma Coroa de espinhos e chamas). Sob o braço esquerdo, umas letras grandes, como se fossem de água cristalina que corresse para cima do Altar, formavam estas palavras: «Graça e Misericórdia». Compreendi que me era mostrado o mistério da Santíssima Trindade e recebi luzes sobre este mistério que não me é permitido revelar. Depois Nossa Senhora disse-me: — É chegado o momento em que Deus pede para o Santo Padre fazer, em união com todos os Bispos do Mundo, a Consagração da Rússia ao Meu Imaculado Coração, prometendo salvá-la por este meio. São tantas as almas que a justiça de Deus condena por pecados contra Mim cometidos que venho pedir reparação: sacrifica-te por esta intenção e ora. Dei conta disto ao confessor que me mandou escrever o que Nossa Senhora queria se fizesse. Mais tarde, por meio duma comunicação íntima, Nossa Senhora disse-me, queixando-se: — Não quiseram atender ao Meu pedido!… Como o rei de França,[nota 6] arrepender-se-ão e fá-la-ão, mas será tarde. A Rússia terá já espalhado os seus erros pelo mundo, provocando guerras, perseguições à igreja: O Santo Padre terá muito que sofrer.

## Controvérsias
O fenómeno das aparições está envolvido em grandes controvérsias logo desde o seu início, com argumentos acalorados envolvendo não só elementos dos meios ateus e agnósticos, como da própria Igreja Católica. Duvida-se que as próprias aparições tenham existido; que as palavras da Entidade tenham sido aquelas e não outras; afirmam alguns que as aparições nada têm a ver com religião; outros tratam todos os acontecimentos como uma grande encenação. A própria Igreja Católica parece ter sido muito cautelosa; só em Outubro de 1930 reconheceu as aparições como dignas de crédito. O Cardeal Cerejeira afirmou que "foi Fátima que se impôs à Igreja".
O Padre Mário de Oliveira, autor de vários livros sobre Fátima, comentou que o Deus anunciado e revelado nas "Memórias da Irmã Lúcia" — "nada tem a ver com o Deus revelado em Jesus de Nazaré. Tem tudo a ver com um Deus sanguinário, que se compraz no sofrimento de inocentes, um Deus criador de infernos para castigar aqueles que deixam de ir à missa aos domingos, ou dizem palavras feias, um Deus ainda pior do que algumas das suas criaturas." Lúcia testemunhou que Jacinta e Francisco eram capazes de passar dias inteiros sem comer, davam a merenda às ovelhas, não bebiam ponta de água, mesmo em pleno mês de Agosto, andavam todo o dia, e mesmo durante o sono da noite, com uma corda permanentemente amarrada à cinta, até fazerem sangue, no que o autor chama de "masoquismo religioso". Sobre Lúcia, diz o escritor ter sido retirada da sua terra e para sempre impedida de levar uma vida em tudo semelhante à das outras pessoas (primeiro, internaram-na, secretamente, no Asilo de Vilar, no Porto, e, depois, mandaram-na para Espanha e fizeram dela freira de clausura para o resto da vida).
Alfredo Barroso, escrevendo no jornal "ionline", afirma que o "Milagre de Fátima" nunca existiu, e que é um "produto do analfabetismo, ignorância e crendice de três crianças aterrorizadas pela imagem de um Deus cruel, vingativo e castigador". Para Barroso, o “milagre de Fátima” tornou-se uma arma de arremesso contra a República, a liberdade e a democracia, contra o ateísmo e o comunismo, numa clássica aliança entre "a espada e o hissope" sob a égide do ditador Salazar.
Tomás da Fonseca, autor de vários livros sobre o assunto e um dos maiores críticos de Fátima, considera-o "o maior embuste deste século". Pretende que três sacerdotes, que nomeia, decidiram promover umas aparições com intuitos meramente lucrativos.
Em 1971, João Ilharco, feroz crítico de Fátima, publicou um livro — Fátima Desmascarada — onde afirmou ter sido tudo feito por meio de jogos de espelhos, sugestão das multidões e outros estratagemas.

### A aparência da Senhora
Logo após os acontecimentos de 1917, foram feitos, pelo pároco da freguesia, Manuel Marques Ferreira, interrogatórios sucessivos às três crianças,  após cada uma das aparições; também o Rev. Dr. Manuel Nunes Formigão falou com os videntes e escreveu notas e vários livros sobre o assunto, que são fontes fiáveis de informação sobre as aparições, com proximidade no tempo. Grande parte desta documentação encontra-se reunida no livro “Documentação Crítica de Fátima — Seleção de documentos (1917-1930)" edição de 2013 do próprio Santuário de Fátima. Outras fontes: o jornal "O mensageiro" do padre José Ferreira de Lacerda; o jornal "O Século" de 23 de Junho de 1917; os livros "Eu vi nascer Fátima" de Humberto Pasquale (pág. 57 e outras) e “Os grandes fenómenos da Cova da Iria“ (pág. 47 e outras) de Gilberto Fernandes dos Santos.
São esses testemunhos (com destaque para o da vidente Lúcia, a mais dotada das videntes) que afirmam a aparição ter cerca de 1,10 m de altura e a aparência duma criança de 12 a 15 anos, de uma beleza extraordinária. Tinha olhos pretos. Vinha vestida de um branco que dava luz e feria a vista. Conta a vidente Lúcia que a saia (sic:  págs. 30, 32, 33 e 35 da citada “Documentação Crítica de Fátima) era branca e dourada, aos cordõezinhos ao comprido e atravessados e era curta, pelos joelhos ou um pouco abaixo, e justa (travada). Tinha meias brancas. O casaco era branco e tinha também um manto branco, que da cabeça descia até à orla da saia, dourado aos cordõezinhos de alto a baixo e atravessados. O casaco tinha dois ou três cordõezinhos nos punhos. Trazia um cordão doirado ao pescoço, que terminava com uma medalha, uma bola ou até uma borla (os testemunhos nesta parte são confusos); tinha nas orelhas uns botões (ou argolas) muito pequeninos e amarelos. Nas mãos trazia um rosário de contas brancas, também luminoso, que terminava numa cruz. Sobre a cabeça, tinha como que um cestinho de ouro “riquíssimo e deslumbrante” (um "açafatezinho") que também irradiava luz. Conta ainda Francisco que falava sem mexer os lábios. A imagem que actualmente se venera foi "com pequenas modificações de pormenor" inspirada numa imagem já existente da N. Sra. Da Lapa. O Rev. Dr. Manuel Nunes Formigão comentou: "Nossa Senhora não pode, evidentemente, aparecer senão o mais decente e modestamente vestida. O vestido deveria descer até perto dos pés" (Conforme pág. 59 da citada antes “Documentação Crítica de Fátima — Seleção de documentos (1917-1930)".
O cónego C. Barthas refere-se à Entidade como "a maravilhosa menina" e admite que "não se parece com nenhuma das imagens de N. Senhora ou de outras santas que tenham visto até então". As descrições posteriores da aparição vão-se progressivamente afastando deste relato primordial, até ser impossível reconhecê-lo.

## Eventos históricos
Apresenta-se a seguir uma cronologia de alguns eventos históricos relacionados com a mensagem e as aparições de Fátima:
- 28 de Março de 1907 — Nasce Lúcia dos Santos, em Aljustrel, Fátima.
- 11 de Junho de 1908 — Nasce Francisco de Jesus Marto, em Aljustrel, Fátima.
- 11 de Março de 1910 — Nasce Jacinta de Jesus Marto, em Aljustrel, Fátima.
- 28 de Julho de 1914 — Início da Primeira Guerra Mundial.
- 23 de Fevereiro de 1917 — A Revolução Russa tem início. O Czar é deposto e um Governo Provisório é implantado. A 25 de Outubro bolcheviques, liderados por Vladimir Lenin, assumem o poder.
- 13 de Maio de 1917 — O futuro Papa Pio XII é solenemente ordenado bispo pelo seu antecessor, o Papa Bento XV, exatamente no primeiro dia da aparição de Nossa Senhora de Fátima aos três pastorinhos.
- 27 de Setembro de 1917 — O padre Manuel Nunes Formigão chega ao vilarejo de Aljustrel para interrogar os pastorinhos Lúcia dos Santos, Jacinta e Francisco Marto acerca dos acontecimentos que alegavam testemunhar.
- 13 de Outubro de 1917 — Término dos fenómenos marcado com o Milagre do Sol, testemunhado por cerca de 70 mil pessoas reunidas na Cova da Iria.[30]
- 11 de Novembro de 1918 — Fim da Primeira Guerra Mundial.
- 23 de Dezembro de 1918 — Francisco e Jacinta Marto adoecem, vítimas de pneumónica.
- 4 de Abril de 1919 — Morre Francisco Marto, na casa da sua família, em Aljustrel. É sepultado no cemitério de Fátima.
- 28 de Abril a 15 de Junho de 1919 — Construção da Capelinha das Aparições, em resposta ao pedido de Nossa Senhora "quero que façam aqui uma capela em minha honra".[31]
- 21 de Janeiro de 1920 — Jacinta Marto é levada para Lisboa, onde fica internada no Orfanato de Nossa Senhora dos Milagres, na Rua da Estrela, n.º 17. No dia 2 de Fevereiro de 1920 muda para o Hospital de Dona Estefânia, em Lisboa.
- 20 de Fevereiro de 1920 — Morre Jacinta Marto, no Hospital de Dona Estefânia. É sepultada no cemitério de Vila Nova de Ourém, no jazigo da família do Barão de Alvaiázere.
- 13 de Maio de 1920 — A imagem de Nossa Senhora de Fátima, oferecida por Gilberto Fernandes dos Santos e obra do escultor José Ferreira Thedim, é benzida na Igreja Paroquial de Fátima. É em madeira, cedro do Brasil, mede 1 metro e 37 centímetros e pesa 19 quilos.[32] É entronizada na Capelinha a 13 de Junho do mesmo ano.[33]
- 17 de Junho de 1921 — Lúcia dá entrada como aluna interna, no colégio das Irmãs Doroteias em Vilar, Porto.[34]
- 13 de Outubro de 1921 — É permitida a celebração da Missa, pela primeira vez, junto à Capelinha das Aparições.[31]
- 6 de Março de 1922 — A Capelinha das Aparições é parcialmente destruída por uma bomba, sendo reconstruída ainda nesse mesmo ano.[31]
- 3 de Maio de 1922 — Provisão do Bispo de Leiria manda instaurar o processo canónico sobre os acontecimentos de Fátima.[34]
- 25 de Outubro de 1925 — Lúcia viaja para Espanha e é admitida como postulante de noviciado no Convento das Doroteias, em Tui. Ao receber o hábito adopta o nome de Maria (Lúcia) das Dores.[34]
- 10 de Dezembro de 1925 — Início dos fenómenos de Pontevedra de forma particular à Lúcia, onde Nossa Senhora pede, numa visão em Tui, a comunhão reparadora nos cinco primeiros sábados em honra ao seu Imaculado Coração.
- 15 de Fevereiro de 1926 — Jesus aparece à Lúcia para perguntar-lhe se ela tem espalhado a devoção dos cinco primeiros sábados solicitada por sua mãe.
- 26 de Junho de 1927 — O Bispo de Leiria preside, pela primeira vez, uma cerimónia oficial na Cova da Iria.
- 13 de Maio de 1928 — Lançamento da primeira pedra para a construção da Basílica.
- 14 de Abril de 1929 — É concluído o processo canónico sobre as Aparições instaurado em Maio de 1922. A comissão responsável entrega o relatório final ao Bispo de Leiria.[34]
- 13 de Junho de 1929 — Nossa Senhora pede a Lúcia, noutra visão em Tui, a consagração da Rússia ao Seu Imaculado Coração.
- 13 de Outubro de 1930 — O Bispo de Leiria, José Alves Correia da Silva, torna público e oficialmente, que as aparições de Fátima são dignas da fé pela Igreja Católica e a permissão do culto público a Nossa Senhora de Fátima.[35]
- 13 de Maio de 1931 — Primeira Consagração de Portugal ao Imaculado Coração de Maria, feita pelo Episcopado Português, no seguimento da Mensagem de Fátima.
- 12 de Setembro de 1935 — Os restos mortais de Jacinta Marto são trasladados para o cemitério de Fátima, data em que a urna foi aberta e revelado o seu corpo incorrupto.
- Dezembro de 1935 — Lúcia escreve o texto sobre a vida de Jacinta e que fica conhecido como a "Primeira Memória da Irmã Lúcia".[36]
- 21 de Novembro de 1937 — Lúcia conclui o manuscrito sobre a sua vida e as aparições e que fica conhecido como "Segunda Memória da Irmã Lúcia". Revela pela primeira vez as visões do Anjo.[36]
- 25 de Janeiro de 1938 — Extraordinária aurora boreal, registada por astrónomos na noite de 25 para 26 de Janeiro. (Lúcia sempre insistiu que este seria o sinal de Deus para o começo da guerra, conforme Nossa Senhora havia comunicado aos pastorinhos na terceira aparição.)[37]
- 12 de Março de 1938 — Tropas nazistas marcham até Áustria para anexá-la à Alemanha do Terceiro Reich (segundo o testemunho da Irmã Lúcia (carta de 8 de Novembro de 1989 para o Santo Padre), este acontecimento teria sido o verdadeiro início da Segunda Guerra Mundial, ocorrendo durante o pontificado do Papa Pio XI (1922-1939), confirmando assim a mensagem de Nossa Senhora de 13 de Julho de 1917).
- 31 de Agosto de 1941 — Atendendo ao pedido feito pelo Bispo de Leiria, Lúcia redige novos factos sobre Jacinta e revela a Primeira e a Segunda parte do Segredo, deixando claro que existiria ainda uma Terceira parte por divulgar. Este manuscrito é posteriormente publicado, ficando conhecido como "Terceira Memória da Irmã Lúcia".[38]
- 8 de Dezembro de 1941 — Lúcia escreve o que ficou conhecido como a "Quarta Memória da Irmã Lúcia". A vidente escreve o texto definitivo das Orações do Anjo e acrescenta ao texto do segredo a frase «Em Portugal se conservará sempre o dogma da fé etc.».[39]
- 13 de Maio de 1942 — Grande peregrinação comemora o 25.º aniversário das Aparições.
- 13 de Outubro de 1942 — Um grupo de mulheres portuguesas oferece uma coroa de ouro à imagem da Capelinha em ação de graças por Portugal não ter entrado na Segunda Guerra Mundial. Pesa 1200 gramas e é enriquecida por 313 pérolas e 2679 pedras preciosas.[33]
- 31 de Outubro de 1942 — Por ocasião do encerramento do ano jubilar das aparições, o Papa Pio XII através de uma mensagem rádio a Portugal, faz a Consagração do Mundo ao Imaculado Coração de Maria.
- 3 de Janeiro de 1944 — Por ordem do Bispo de Leiria, Lúcia escreve a Terceira parte do Segredo. O envelope é selado e guardado pelo Bispo de Leiria.[38]
- 15 de Agosto de 1945 — Fim da Segunda Guerra Mundial.
- 13 de Maio de 1946 — O Cardeal Bento Aloisi Masella, legado pontifício, coroa solenemente a imagem de Nossa Senhora de Fátima.[33]
- 20 de Maio de 1946 — A vidente Lúcia desloca-se a Fátima e faz a identificação local dos diversos lugares históricos das aparições.
- 25 de Março de 1948 — Lúcia retorna a Portugal para ingressar no Carmelo de Santa Teresa, em Coimbra, com o nome de Irmã Maria Lúcia do Coração Imaculado.
- 30 de Outubro de 1950 — Às 16h00, o Papa Pio XII presencia o Milagre do Sol nos jardins do Vaticano e conta ainda como viu um globo opaco girando em torno dele mesmo, movimentando-se ligeiramente para a direita e para a esquerda, repetidamente. O fenómeno repete-se para o Pontífice ainda nos dias 31 de outubro, 1.º de novembro e 8 de novembro. O Pontífice disse ser uma confirmação celestial à proclamação solene do dogma da Assunção de Maria de corpo e alma aos céus.
- 1 de Maio de 1951 — Os restos mortais de Jacinta são trasladados para a Basílica de Fátima.
- 13 de Março de 1952 — Os restos mortais de Francisco são trasladados para a Basílica de Fátima. É sepultado junto de sua irmã Jacinta.
- 30 de Abril de 1952 — Início dos trâmites para a beatificação dos videntes Francisco e Jacinta.[40]
- 7 de Julho de 1952 — O Papa Pio XII, por meio de uma Carta Apostólica, consagra os povos da Rússia ao Puríssimo Coração de Maria.
- 7 de Outubro de 1953 — Sagração da Basílica de Nossa Senhora do Rosário. Em Novembro de 1954, Pio XII concede-lhe o título de Basílica.[41]
- 12 de Agosto de 1956 — É inaugurado nos Valinhos, Aljustrel, o monumento celebrativo no local da 4.ª aparição, ocorrida em 19 de Agosto de 1917. Foi construído com contribuições de católicos húngaros e a imagem de Nossa Senhora de Fátima é obra da escultora Maria Amélia Carvalheira da Silva.[42]
- 4 de Abril de 1957 — O envelope selado com a Terceira parte do Segredo é entregue ao Arquivo Secreto do Santo Ofício. Disto mesmo a Irmã Lúcia é avisada pelo Bispo de Leiria. Pio XII não o chega a abrir.[38]
- 30 de Janeiro de 1958 — Morre o padre Manuel Formigão, inicialmente delegado inquisidor das aparições de Fátima, sendo sepultado no cemitério de Fátima.
- 17 de Agosto de 1959 — O Papa João XXIII toma conhecimento da Terceira parte do Segredo. Após alguma hesitação, pede para esperar e decide não torná-lo público.[39]
- 13 de Agosto de 1961 — Inicia-se a construção do Muro de Berlim.[31]
- 21 de Novembro de 1964 — O Papa Paulo VI, ao encerrar a III Sessão do Concílio Vaticano II, confia o género humano ao Imaculado Coração de Maria e proclama Nossa Senhora Matter Ecclesiae. Concede a Rosa de Ouro ao Santuário de Fátima que é entregue a 13 de Maio do ano seguinte pelo Cardeal Fernando Cento, legado Pontifício.
- 27 de Março de 1965 — Paulo VI toma conhecimento da Terceira parte do Segredo e decide não publicá-lo, remetendo de novo o envelope para os Arquivos do Vaticano.[39]
- 13 de Maio de 1967 — O Papa Paulo VI desloca-se a Fátima, no cinquentenário da 1.ª Aparição de Nossa Senhora, para pedir a paz no mundo e a unidade da Igreja.
- 13 de Maio de 1977 — A Peregrinação do 60.º aniversário da 1.ª Aparição é presidida pelo Cardeal Humberto Medeiros, Arcebispo de Boston, legado Pontifício.
- 13 de Maio de 1981 — O Papa João Paulo II sofre um atentado na Praça de São Pedro, no Vaticano. Logo que recupera no hospital, pede que lhe entreguem o envelope com a Terceira parte do Segredo.[38]
- 12 de Maio de 1982 — A Irmã Lúcia, numa carta dirigida ao Santo Padre, faz uma orientação para a interpretação da Terceira parte do Segredo.[38]
- 13 de Maio de 1982 — O Papa João Paulo II visita pela primeira vez o Santuário de Fátima para agradecer à Virgem ter escapado com vida do atentado que havia sofrido um ano antes. De joelhos, consagra a Igreja, os Homens e os Povos, com menção velada da Rússia, ao Imaculado Coração de Maria.
- 25 de Março de 1984 — O Papa João Paulo II, em união com os bispos do mundo inteiro, faz na Praça de S. Pedro, no Vaticano, a Consagração do Mundo ao Imaculado Coração de Maria, diante da imagem da Virgem de Fátima, que propositadamente viajou desde a Capelinha das Aparições. Mais tarde, a Irmã Lúcia confirma, numa carta de 8 de Novembro de 1989 para o Santo Padre, que este acto solene e universal de consagração, corresponderia ao que Nossa Senhora queria.[38] João Paulo II entrega ao então Bispo de Leiria-Fátima, Alberto Cosme do Amaral, a bala que o tinha atingido no atentado de que tinha sido vítima a 13 de Maio de 1981. Esta bala foi posteriormente colocada na coroa da Virgem, onde permanece até hoje.[33]
- 13 de Maio de 1989 — O Papa João Paulo II publica o decreto que proclama a heroicidade das virtudes dos videntes Francisco e Jacinta Marto.
- 9 de Novembro de 1989 — Cai o Muro de Berlim, acto inicial da reunificação das duas Alemanhas, (RFA e RDA), acabando também com a Cortina de Ferro. Muitos apontam este momento também como o fim da Guerra Fria. Um pedaço do Muro foi oferecido mais tarde ao Santuário de Fátima pelo emigrante português na Alemanha Virgílio Casimiro Ferreira.[31]
- 13 de Maio de 1991 — O Papa João Paulo II visita Fátima pela segunda vez, no 10.º aniversário do seu atentado na Praça de S. Pedro. Novamente, faz a consagração do mundo ao Imaculado Coração de Maria.
- 25 de Dezembro de 1991 — Gorbachev anuncia o fim da URSS, renunciando ao cargo de Presidente Executivo da União Soviética. Mais tarde muitas igrejas foram devolvidas aos ortodoxos, incluindo o Mosteiro de São Daniel, onde está hoje a sede do patriarcado da Igreja Ortodoxa russa. Até à data, outubro 2016, a Federação da Rússia permite a multiconfessão religiosa.
- Outubro de 1992 — A estátua peregrina de Nossa Senhora de Fátima visita a Rússia e é exposta na Praça Vermelha em Moscovo.[43]
- 13 de Agosto de 1994 — É inaugurado o monumento que integra o pedaço oferecido do Muro de Berlim. Pesa 2600 quilos, mede 3,60 metros de altura e 1,20 de largura. O arranjo do monumento é do arquitecto J. Carlos Loureiro.[31]
- 12 e 13 de Outubro de 1996 — O Cardeal Ratzinger, Prefeito da Congregação para a Doutrina da Fé e futuro Papa Bento XVI, visita o Santuário de Fátima, onde preside à Peregrinação Internacional Aniversária de Outubro.[44]
- 27 de Abril de 2000 — Cumprindo o pedido feito pelo Papa João Paulo II numa carta pessoal enviada à Irmã Lúcia em 19 de Abril de 2000, o Cardeal Tarcisio Bertone, Secretário da Congregação para a Doutrina da Fé e o Bispo de Leiria-Fátima Serafim de Sousa Ferreira e Silva encontram-se com Lúcia no Carmelo de Santa Teresa em Coimbra para ouvir a sua interpretação da Terceira parte do Segredo.[38]
- 13 de Maio de 2000 — O Papa João Paulo II visita Fátima pela última vez para a beatificação dos pastorinhos Francisco e Jacinta Marto. Aí se encontra pela última vez com a Irmã Lúcia. O Cardeal Angelo Sodano, no final da solene Concelebração Eucarística presidida por João Paulo II, expõe uma súmula do Terceiro Segredo de Fátima.[45]
- 26 de Junho de 2000 — O Vaticano publica o texto integral do Terceiro Segredo, acompanhado por um comentário teológico da autoria do então Cardeal Joseph Ratzinger, Prefeito da Congregação para a Doutrina da Fé.[38]
- 8 de Outubro de 2000 — A imagem de Nossa Senhora de Fátima viaja novamente ao Vaticano e na Praça de S. Pedro, na presença de 1 500 bispos de todo o mundo e de milhares de fiéis e peregrinos, João Paulo II consagra diante desta e em união com todo o episcopado do mundo, o novo milénio à Virgem Santíssima.[33]
- 13 de Fevereiro de 2005 — Morre no Carmelo de Santa Teresa em Coimbra a Irmã Lúcia do Coração Imaculado, da Ordem das Carmelitas Descalças.
- 2 de Abril de 2005 — Morre João Paulo II.
- 13 de Maio de 2005 — O Papa Bento XVI faz uma exceção à regra do Código de Direito Canónico e dá instruções para o início do processo de beatificação de João Paulo II. O Patriarca de Lisboa José da Cruz Policarpo cumpre o pedido que lhe foi feito pessoalmente por Bento XVI e entrega o pontificado de Joseph Ratzinger aos pés de Nossa Senhora de Fátima.[46]
- 19 de Fevereiro de 2006 — Os restos mortais de Lúcia são trasladados para a Basílica de Fátima onde é sepultada junto dos seus primos, Francisco e Jacinta.
- 12 de Outubro de 2007 — Celebrando o 90.º aniversário das Aparições, é inaugurada a Basílica da Santíssima Trindade pelo Secretário de Estado do Vaticano, Cardeal Tarcisio Bertone, assistindo ao acto o Presidente da República, Cavaco Silva e o Presidente da Assembleia da República, Jaime Gama.[47]
- 14 de Fevereiro de 2008 — O Cardeal José Saraiva Martins, prefeito da Congregação para as Causas dos Santos, por ocasião do aniversário da morte de Lúcia, torna público em Coimbra que o Papa Bento XVI autorizou, excepcionando as normas do Direito Canônico, o início da fase diocesana da causa da beatificação de Lúcia, transcorridos apenas três anos da sua morte.
- 12 e 13 de Maio de 2010 — O Papa Bento XVI, visita o Santuário de Fátima no 10.º aniversário da beatificação dos pastorinhos Jacinta e Francisco. Concede a 2.ª Rosa de Ouro ao Santuário, colocando-a aos pés da imagem da Virgem na Capelinha das Aparições.[48][49]
- 1 de Maio de 2011 — João Paulo II é beatificado na Praça de São Pedro por Bento XVI.[50]
- 13 de Maio de 2011 — Milhares de pessoas presentes no santuário de Fátima observam um halo solar, no momento em que era exibido um filme que relatava momentos da vida de João Paulo II e da sua ligação a Fátima. Muitos peregrinos dizem ver um "milagre" enquanto outros dirigem os telemóveis para o Sol para registar o momento em fotografia.[51]
- 13 de Maio de 2013 — O Cardeal-patriarca de Lisboa D. José Policarpo dá cumprimento ao desejo claramente expresso do Papa Francisco e consagra o seu pontificado à Virgem de Fátima.[52]
- 12 e 13 de Outubro de 2013 — A imagem de Nossa Senhora de Fátima volta novamente ao Vaticano, atendendo ao desejo expresso do Papa Francisco. No dia 12 é acolhida na Praça de S. Pedro pelo Santo Padre e no dia 13, o Papa faz diante da imagem a Consagração do Mundo ao Imaculado Coração de Maria.[53][54][55]

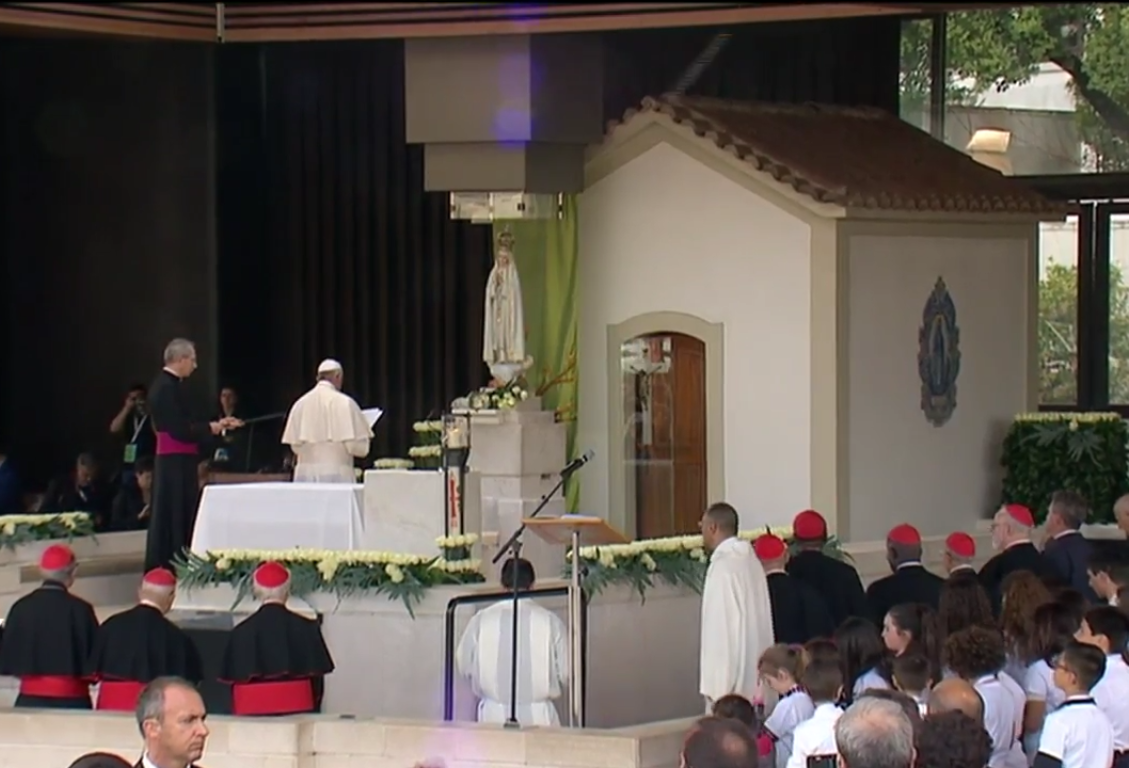
O Papa Francisco na Capelinha das Aparições após a sua chegada ao Santuário de Fátima em 12 de maio de 2017.

- 29 de Setembro de 2016 — O Papa Francisco confirma a sua deslocação a Fátima em Maio de 2017 com o propósito da celebração do Centenário das Aparições. Será o quarto Papa a visitar Portugal, depois de Paulo VI (1967), João Paulo II (1982, 1991 e 2000) e Bento XVI (2010).[56]
- 28 de janeiro de 2017 — Os restos mortais do padre Manuel Formigão são trasladados para a Casa de Nossa Senhora das Dores, pertencente às Irmãs Reparadoras de Nossa Senhora de Fátima.[57]
- 23 de Março de 2017 — O Papa Francisco aprova o milagre necessário para a canonização dos beatos Francisco e Jacinta Marto.[58]
- 12 e 13 de Maio de 2017 — O Papa Francisco visita como peregrino o Santuário de Fátima, na comemoração do centenário das Aparições. Concede a 3.ª Rosa de Ouro ao Santuário, colocando-a aos pés da imagem da Virgem na Capelinha das Aparições. No dia 13 preside à celebração eucarística e canoniza os pastorinhos beatos Francisco e Jacinta Marto. Os dois irmãos são os mais jovens santos não mártires na história da Igreja Católica.[59]
- 14 de Abril de 2018 — O Papa Francisco publica o decreto que proclama a heroicidade das virtudes do inquisidor das aparições de Fátima, o padre Manuel Formigão, intitulado agora de "o Apóstolo de Fátima".[60]
- 25 de Março de 2022 — Decorrente da Invasão da Ucrânia pela Rússia, na Basílica de São Pedro e diante de uma imagem de Nossa Senhora de Fátima, o Papa Francisco em união com todos os bispos do mundo, consagra a Rússia e a Ucrânia ao Imaculado Coração de Maria.[61]
- 14 de Junho de 2022 — Morre Maria dos Anjos, sobrinha mais velha de Irmã Lúcia e referência aos peregrinos de Fátima por também ser vista como transmissora dos acontecimentos.[62]
- 22 de Junho de 2023 — O Papa Francisco publica o decreto que proclama a heroicidade das virtudes da vidente Irmã Lúcia.[63]
- 5 de Agosto de 2023 — Por desejo pessoal, o Papa Francisco desloca-se como peregrino ao Santuário de Fátima no decorrer da Jornada Mundial da Juventude em Lisboa. Após entrar na Capelinha das Aparições, Francisco detém-se em silêncio em frente à imagem da Virgem de Fátima durante cerca de cinco minutos e oferece o Rosário de Ouro ao Santuário. O Papa recita o terço acompanhado pelos milhares de presentes rezando também pela paz e pelo fim da guerra na Ucrânia.[64]